# Geschiedenis van Lieshout

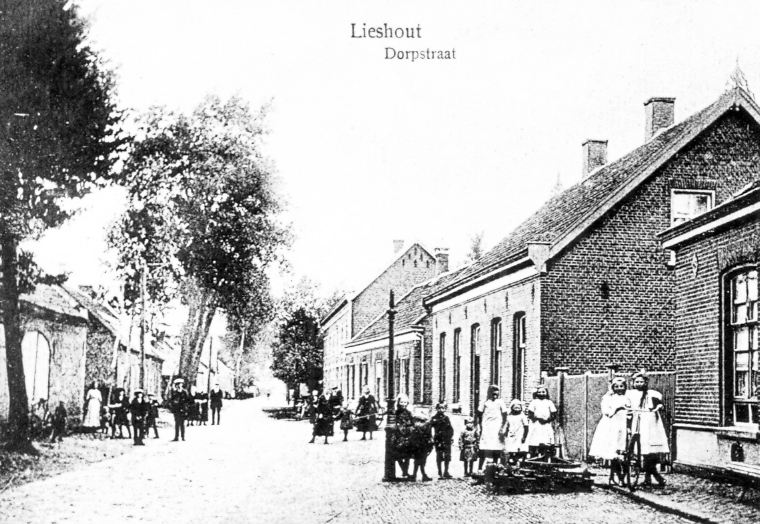
De Dorpsstraat te Lieshout omstreeks 1900

De geschiedenis van Lieshout als dorp begon in de achtste eeuw, toen de Franken een domein stichtten in een onbevolkt gebied in het zuidwesten van de huidige gemeente Laarbeek in de Nederlandse provincie Noord-Brabant. Menselijke bewoning was er op die plaats al in de prehistorie en het gebied is continu bewoond geweest tussen ongeveer 1000 v.Chr. en 225 n.Chr.
Omstreeks 1190 schonk de heer van Lieshout het domein aan de abdij van Floreffe. In de eeuwen daarna verkreeg Lieshout de status van heerlijkheid en werd het bezit ervan overgedragen aan de abdij van Postel. In 1698 verkocht deze abdij vrijwel alle goederen van de heerlijkheid aan de pachters en enkele particuliere beleggers. De abdij verkocht de resterende goederen, evenals alle rechten die het klooster in Lieshout bezat, in 1714 aan Adriaan Bout, telg van een Hollandse adellijke familie.
Door de hervormingen die tijdens en na de Franse tijd doorgevoerd werden, kwam er een eind aan de bestuurlijke bevoegdheden en de jurisdictie van de heerlijkheid Lieshout. De jurisdictie werd belegd bij hogere overheden en de bestuurlijke functies werden uiteindelijk, met de invoering van de Gemeentewet in 1851, toegewezen aan de gemeente Lieshout. Wat de heerlijke rechten betreft, deze werden in 1795 vervallen verklaard, maar later werden enkele rechten hersteld. In 1842 verkochten de erven Bout de goederen en de rechten die zij in Lieshout bezaten aan Albert Bots, een Helmondse industrieel. Bots en zijn erfgenamen zetten afkoopprocedures in gang waarmee ze al hun rechten te gelde maakten, met uitzondering van het jacht- en het visrecht. In 1887 verkochten de erven Bots hun Lieshoutse bezittingen, inclusief de overgebleven rechten. In 1899 vonniste de rechter dat de heerlijke jacht- en visrechten reeds lang vervallen waren.
De ontsluiting van Lieshout aan het eind van de 19e eeuw leidde tot het ontstaan en de bloei van industriële activiteiten. Ongeveer tegelijkertijd werden de woeste gronden in het westen van Lieshout ter ontginning uitgegeven en gaandeweg ontstond op die plek een nieuw dorp, Mariahout. In 1997 kwam er een eind aan de zelfstandigheid van de gemeente Lieshout, toen de dorpen Lieshout en Mariahout deel gingen uitmaken van de nieuwe gemeente Laarbeek.

## Vroegste geschiedenis
Op Lieshouts grondgebied zijn sporen gevonden die teruggaan tot ongeveer 10 000 v.Chr. Aanvankelijk waren de vondsten toeval, zoals in 1917 tijdens het graven van het Wilhelminakanaal.
Pas vanaf het eind van de 20e eeuw werden archeologische opgravingen planmatig aangepakt, voorafgaand aan elke geplande uitbreiding van het dorp. Dat gebeurde achtereenvolgens in de periode 1989-1995 door de Rijksdienst voor het Oudheidkundig Bodemonderzoek (uitbreidingsplan de Nieuwenhof), in de periode 1999-2002 door bureau VUhbs (een bedrijventerrein, inmiddels de Stater geheten) en in de periode 2010-2011 door bureau BAAC (uitbreidingsplan de Nieuwenhof Noord).
De ruim 17 000 artefacten die hierbij werden opgegraven bestaan voor het overgrote deel uit vondsten van aardewerk, bouwkeramiek, natuursteen en vuursteen. Daarnaast zijn vele objecten gevonden van bot, metaal en glas. Uit de vondsten kan afgeleid worden dat Lieshouts grondgebied continu menselijke bewoning heeft gekend vanaf ongeveer 1000 v.Chr., met een onderbreking die duurde van de derde tot de achtste eeuw.

### Prehistorie

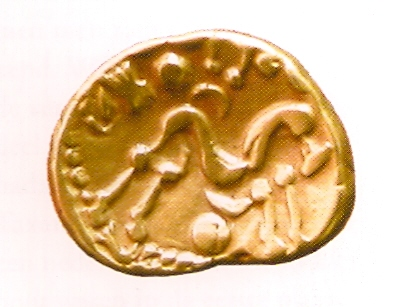
De opgegraven gouden stater

Bij de opgravingen werden bijna duizend vuurstenen artefacten gevonden. Deze stammen onder meer uit de Tjongercultuur en de Klokbekercultuur. De vroegste grondsporen zijn van twee nederzettingen. De kleinste dateert uit de ijzertijd en bestond uit een erf met een hoofdgebouw en zestien bijgebouwen.
De andere nederzetting telde zes huizen en meer dan veertig bijgebouwen. In de late bronstijd en de ijzertijd leefden waarschijnlijk één of twee boerenfamilies op dit terrein. Bijzonder is een daar gevonden gouden Ambiani stater, een munt van omstreeks 50 v.Chr., waarschijnlijk als offer gedeponeerd in het paalgat van een spieker.

### Romeinse tijd

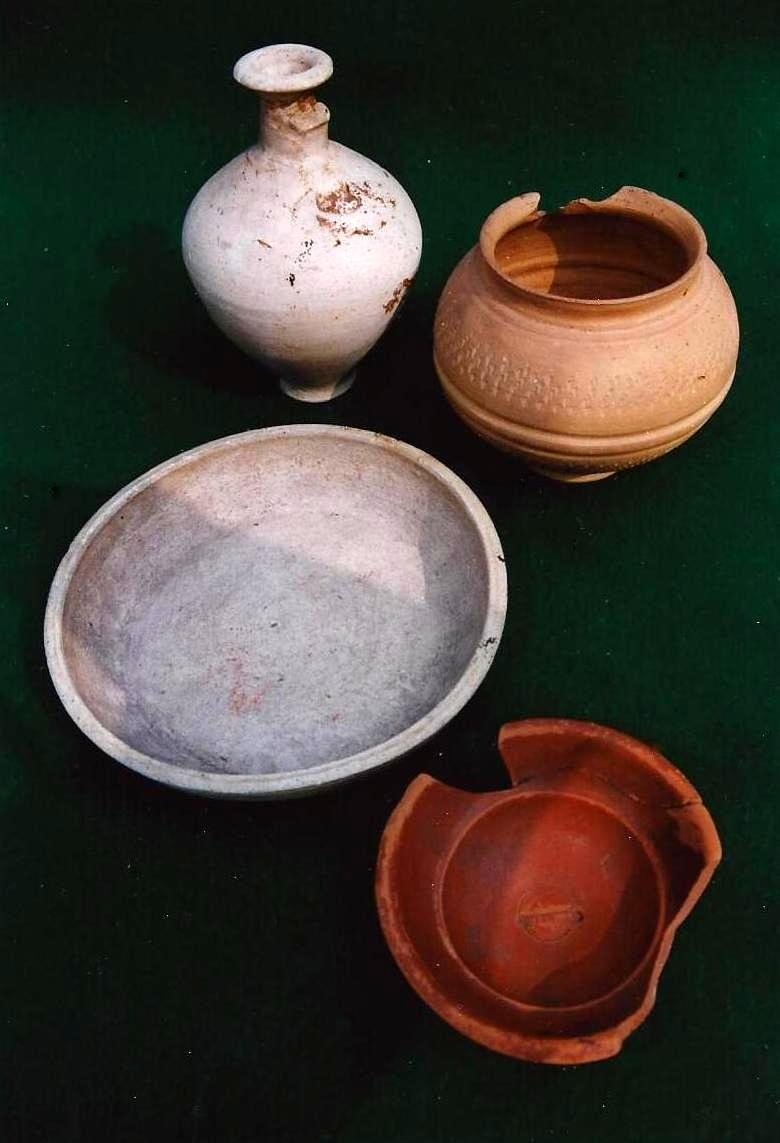
Romeins aardewerk gevonden bij het graven van het Wilhelminakanaal

De eerste bewijzen van bewoning in de Romeinse tijd werden gevonden bij de aanleg van het Wilhelminakanaal. Toen zijn sporen aangetroffen van een Romeinse nederzetting met daarbij resten van een grafveld.
Bij de recente opgravingen zijn op nog vijf locaties sporen gevonden van Romeinse bewoning. In totaal gaat het daarbij om minstens 50 huizen. Deze vertegenwoordigen de onderkomens van vier tot vijf families uit de periode van ca. 30 v.Chr. tot 225 n.Chr. Bij de huizen bevonden zich tientallen bijgebouwen, ruim twintig waterputten, meer dan honderd greppels en een weg die vermoedelijk gelopen heeft van Son naar Beek en Donk.
Ook werden enkele crematie-graven blootgelegd, met in de naaste omgeving een ruimte met bijgiften. De giften bestonden uit onder meer twee terra sigillata borden, drie geverfde borden, twee geverfde bekers en twee kruikjes. Vermeldenswaard is ook dat in dit gebied twee eikenhouten nokpalen van een boerderij werden aangetroffen; in zandgrond zijn voorwerpen van hout na zo'n lange tijd meestal vergaan.

## Middeleeuwen

### Het domein Lieshout
Omstreeks het jaar 700 werd door Frankische edelen een domein gesticht in het gebied, waar thans in Lieshout de buurtschap 't Hof is gelegen. Dit domein was een allodium, een vrij bezit waarvan de heer aan niemand ondergeschikt was. De ontwikkeling van het domein Lieshout speelde zich af in twee perioden. Aan het eind van de eerste periode, omstreeks het jaar 850, omvatte het domein naast het kasteel met landerijen van de heer, 't Hof genaamd, vier hoeven die waren uitgegeven aan horigen. Dat waren hoeve het Achterbosch, hoeve ter Smisse, hoeve het Rodeken en de Nieuwe Hoof aan het Bosch. De nederzetting kende naar schatting in totaal 50 inwoners.
Na het uiteenvallen van het rijk van Karel de Grote lag de ontwikkeling van het domein lange tijd stil. Tegen het jaar 1000 begon een nieuwe ontginningsperiode en kwamen er vier horigenhoeven bij: de Plashoeve, de Nieuwe Hoeve op Duijnhoven, hoeve vander Schoot en hoeve aan het Bosch. In deze periode werd een hoeve afgesplitst van de herenhoeve 't Hof, te weten hoeve de Nieuwenhof. Aan het eind van de elfde eeuw telde het domein naar schatting 150 inwoners.

#### Sporen
Bij de opgravingen die tussen 1989 en 2011 in Lieshout werden verricht, zijn sporen aangetroffen van boerderijen die tot het domein behoorden. Ze stammen uit de elfde en twaalfde eeuw. Er werden in totaal vijf erven blootgelegd. Drie daarvan lagen in het zuidwestelijk deel van het domein; waarschijnlijk behoorden die tot hoeve de Nieuwenhof. De andere twee werden gevonden in het noordoosten, in het gebied waar hoeve Duijnhoven en hoeve het Rodeken gelegen waren. Tot welke hoeven deze boerderijen behoorden is niet met zekerheid te zeggen. Het is niet precies bekend hoe destijds de scheidslijnen tussen de hoeven liepen en bovendien veranderde de ligging van de boerderijen in de loop der eeuwen. Boerderijen waren in die tijd nog woonstalhuizen die hun stevigheid kregen van palen die diep in de grond verankerd waren. Deze boerderijen hadden een levensduur van minder dan honderd jaar; dan waren de palen onderaan verrot. Ze werden meestal wel herbouwd, zij het vaak op een andere plaats.

#### Servaaskapittel
Op een of andere wijze zijn de vier hoeven uit de tweede ontginningsperiode rond het jaar 1100 in handen gekomen van Ricwin van Kempenich, Herbert van Hees en Reinard van Millen. De nieuwe eigenaren schonken de vier hoeven aan de Sint-Servaaskerk te Maastricht. Deze schenking werd in 1146 bevestigd door koning Koenraad III. De schenking moet zijn gedaan na 1139; er komen namelijk nog geen Lieshoutse bezittingen voor in de opsomming van de schenkingen aan de Sint-Servaaskerk die in dat jaar werd opgesteld.
In de tweede helft van de twaalfde eeuw ging ook een hoeve uit de eerste periode verloren uit het domein, doordat hoeve het Rodeken in het bezit kwam van de heer van Rixtel.

#### Abdij van Floreffe
Omstreeks 1190 trad ridder Boudewijn, op dat moment heer van Lieshout, in bij de orde der norbertijnen en schonk het domein aan de abdij van Floreffe. Bij zijn intrede in het klooster stelde Boudewijn de spijnden in (afgeleid van het Middeleeuwslatijnse spendere = uitdelen). Daarmee werd het domein Lieshout verplicht jaarlijks 324 vaten oftewel 27 mud rogge ter beschikking te stellen. Van de rogge werd door het jaar heen brood gebakken dat viermaal per week uitgedeeld werd aan de armen van Lieshout. Op een van die vier dagen werd het tevens uitgedeeld aan armen van omliggende dorpen. De pastoor van Lieshout was verantwoordelijk voor de uitdelingen. Boudewijn bepaalde bij het instellen van de spijnden ook dat de armen van Lieshout jaarlijks zouden ontvangen: twee vette ossen, een ton boter, honderd pond was, twee gezouten zalmen en een hoeveelheid peper. De gezouten zalmen hadden daarbij waarschijnlijk alleen een symbolische betekenis.

#### Convent
Met toestemming van Herman, de toenmalige abt van Floreffe, stichtte Boudewijn op het domein een convent. Van de vier of vijf monniken die deze kloostergemeenschap telde was er één belast met het beheer van het allodium; hij droeg de titel Magister oftewel Meester van Lieshout. De magister onderhield tevens het contact met de buitenwereld en vertegenwoordigde het convent namens de abt van Floreffe. Boudewijn was de eerste norbertijn die deze functie vervulde. Andere taken die de monniken op zich namen waren die van pastoor, verantwoordelijk voor de zielzorg van de inwoners van Lieshout en van provisor, belast met de huishoudelijke zaken van het convent. Alle monniken hielden zich, naast andere taken, bezig met het bewerken van het land en het verzorgen van het vee.

#### Leen van Servaaskapittel
In zijn functie als magister verzocht Boudewijn het Servaaskapittel de vier hoeven die het in Lieshout bezat, aan hem te verkopen. Het verzoek werd met verbazing ontvangen omdat het kapittel in de veronderstelling verkeerde dat het eigenaar was van het gehele domein Lieshout, waarschijnlijk doordat de schenking nogal onnauwkeurig was omschreven. Het kapittel belastte twee kanunniken met een onderzoek naar de aard van zijn eigendom in Lieshout. De opdracht werd gegeven aan Hendrik van Bocholt die de vier Lieshoutse hoeven in leen had tegen een cijns van 19 penningen per jaar, en een zekere ridder Bindolf. Op grond van de bevindingen van de kanunniken erkenden de deken en het kapittel in 1199, in aanwezigheid van Boudewijn, dat de rechten die het Servaaskapittel in Lieshout bezat, slechts betrekking hadden op vier hoeven. Boudewijn kreeg voorkeursrecht bij de eventuele verkoop van deze hoeven. In 1201 deed Hendrik van Bocholt afstand van de leenrechten die hij in Lieshout bezat. Het Servaaskapittel gaf de hoeven vervolgens in leen aan de abdij van Floreffe, tegen dezelfde cijns van 19 penningen per jaar.

#### Gemeynt
Lieshout was tot het begin van de dertiende eeuw een van de zogenoemde consorten van Rode, wat wil zeggen dat het gewoonterecht van het graafschap Rode er van kracht was. Het graafschap Rode was geen graafschap in de eigenlijke zin, maar eerder een landstreek die in de invloedssfeer viel van de graaf van Gelre. In 1231 kocht hertog Hendrik I van Brabant het graafschap Rode van graaf Otto II van Gelre, waardoor het domein Lieshout deel ging uitmaken van het hertogdom Brabant.
Ten noordwesten van het domein lagen woeste gronden waarin de inwoners van Lieshout sinds mensenheugenis gebruiksrechten bezaten zonder daarvoor te hoeven betalen, de zogenaamde gemeynt van Lieshout. Deze gronden, die in het bezit waren van de hertog van Brabant, waren onontbeerlijk voor de toenmalige landbouw; een standaard formulering in schepenakten over het gebruik ervan luidt "koeien, schapen en andere beesten te weiden, plaggen te steken en hei te maaien". De plaggen en het heimaaisel werden gemengd met dierlijk mest om daarmee de schrale zandgrond te verrijken. De gemeynt speelde voor de inwoners van Lieshout nog op vele andere manieren een rol in het dagelijks leven. Ze maakten van de hei ook bezems, ze haalden zand en leem uit de gemeynt, ze sprokkelden er brandhout, en ze visten en stroopten er. En de wegen naar Rode, Brogel, Vechele, Erpe, Boerdonc en andere dorpen liepen over de gemeynt.

#### Uitbreiding
Tegen het jaar 1246 begonnen de monniken van het domein een ontginning in de nabijheid van hoeve het Rodeken. Ridder Gerard van Rixtel, eigenaar van het Rodeken, maakte hiertegen bezwaar omdat de ontginningsgronden naar zijn mening niet tot het domein behoorden maar deel uitmaakten van de gronden die hij van de hertog in leen hield. De magister van Lieshout wendde zich tot hertog Hendrik II van Brabant en verzocht om een onderzoek naar de juiste grenzen van het domein. De magister maakte van de gelegenheid gebruik om tevens om een gebiedsuitbreiding te vragen.
De uitslag van het onderzoek was gunstig voor het domein: de heer van Rixtel werd in het ongelijk gesteld en de hertog stemde in met gebiedsuitbreiding. Daarop verkocht Gerard van Rixtel het Rodeken aan de abdij van Floreffe. Op 25 april 1246 bekrachtigde de hertog de grenzen van het domein. Bovendien stelde hij de grenzen van de toegezegde uitbreiding vast en droeg dit gebied ter ontginning over aan de abdij van Floreffe, tegen een jaarcijns van 27 penningen. Hierdoor werd het areaal van het domein aanzienlijk uitgebreid, hoewel de ontginning van het nieuwe gebied door de monniken niet werd doorgezet.

#### Het domein herenigd
Bovendien keurde de hertog bij deze gelegenheid de aankoop van het Rodeken goed. Daarmee keerde de eerste van de vijf verloren gegane hoeven weer in het domein terug.
In strijd met het voorkeursrecht dat aan Boudewijn was gegeven, verkocht het Servaaskapittel de vier andere verloren hoeven aan ridder Jan van Heusden. Deze deed echter op 21 mei 1283 voor de schepenen van Helmond afstand van al zijn goederen in Lieshout, ten gunste van de abdij van Floreffe. Daarmee was het domein Lieshout, met een totale oppervlakte van ruim 700 hectare, weer compleet.

#### De grenzen van Lieshout
In de loop van de tijd vestigden zich aan de rand van het domein, vlak bij de uitbreiding van 1246, zelfstandige boeren, waarschijnlijk zonen van de horige boeren van het domein. Het gehucht Ginderdoor dat hierdoor ontstond, werd vermoedelijk rond 1252 geschonken aan hertog Hendrik III van Brabant, als dank voor zijn bereidwilligheid om zich op te werpen als voogd van het domein. Daarmee viel Ginderdoor onder jurisdictie van de hertog. 
Op 2 augustus 1311 verkocht hertog Jan II van Brabant de Lieshoutse gemeynt aan de magister van Lieshout en de hertogelijke mannen van Ginderdoor. Daarbij werden, in aansluiting op de reeds vastgestelde grenzen van het domein en de uitbreiding van 1246, de grenzen van het resterende deel van de gemeynt vastgelegd, waarmee de grenzen van geheel Lieshout voorgoed bepaald waren. Het dorp besloeg in totaal 2537 hectare, oftewel ruim 25 km2.
Het bedrag, dat de inwoners voor de gemeynt moesten opbrengen was 100 pond, te betalen bij de aankoop, en vervolgens elk jaar nog een cijns van 40 schellingen. De hertog hield de rechtsmacht over de gemeynt aan zichzelf. Hij verkocht de gemeynt om erfelijk te bezitten, maar gaf toestemming om zoveel grond ter ontginning uit de gemeynt te verkopen, als nodig was om met de opbrengst daarvan de koopsom en de jaarlijkse cijns te kunnen betalen. Het gevolg was, dat al meteen in 1311 een aantal percelen werd uitgegeven. In de eeuwen daarna gebeurde dat met onregelmatige tussenpozen, naargelang de toestand van de dorpskas dat nodig maakte. Om grond uit de gemeynt te mogen verkopen anders dan om de cijns te kunnen betalen, was een aparte toestemming van de hertog nodig. In termen die destijds gangbaar waren: de hertog moest octrooi verlenen tot verkoop.

#### Opheffing convent
Aan het eind van de 13e eeuw bracht de abdij van Floreffe een ingrijpende wijziging aan in het beheer en de exploitatie van het domein Lieshout. De omvang van het convent werd verkleind tot twee monniken: de magister, die tevens de taak van de provisor op zich nam, en de pastoor. De exploitatie van de Lieshoutse bezittingen werd geheel opgedragen aan leken. De magister kreeg geleidelijk aan ook de verantwoordelijkheid over de bezittingen van de abdij in andere plaatsen dan Lieshout. De laatste magister van Lieshout die norbertijner monnik was overleed in 1312. Zijn opvolger was een lekenbroeder van de priorij van Postel.
Na diens overlijden in 1318 werd 't Hof te Lieshout het administratieve centrum van alle bezittingen van de abdij van Floreffe in de Meierij. Het beheer over deze bezittingen, die gelegen waren in Asten, Helmond, Lage Mierde, Lierop, Lieshout, Oerle en Rixtel, werd vanaf dat moment gevoerd door een rentmeester. Het rentmeesterschap werd door de abdij verpacht voor perioden van zes of twaalf jaar. Daarmee hield het convent Lieshout definitief op te bestaan en was Lieshout voor de abdij een louter economische aangelegenheid geworden.

### De heerlijkheid Lieshout

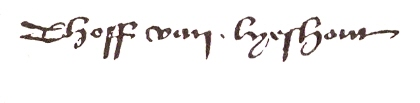
'T hoff van Lyeshout, de oudste Nederlandstalige vermelding, uit 1477

De oudste Nederlandstalige vermelding van Lieshout is te vinden in het Bosch Protocol van 16 mei 1477. Het domein Lieshout had inmiddels de status heerlijkheid Lieshout gekregen.
De volledige rechtsmacht over de heerlijkheid berustte bij de abt van Floreffe, als rechtsopvolger van Boudewijn. Deze rechtsmacht omvatte de lage, middelbare en hoge jurisdictie. Als heer van Lieshout was de abt bevoegd de heerlijke rechten uit te oefenen, te weten het jachtrecht, het visrecht, het recht van de gruit (accijns op het brouwen van bier), het recht op het innen van cijnsen en bovendien het recht om het dorpsbestuur te benoemen. Het dorpsbestuur werd gevormd door de schout (na 1652 in Lieshout drossaard geheten), de schepenen, de borgemeesters, de Heilige Geestmeesters en de kerkmeesters. Lieshout had zeven schepenen die tezamen de schepenbank vormden. Uit hun midden kozen ze de president-schepen; deze zat de bijeenkomsten van de schepenen voor bij afwezigheid van de schout. Schepenen traden op als wetgever, bestuurder en rechter, maar ook als ambtenaar van de burgerlijke stand en als een soort notaris. De vergaderingen van de schepenbank werden in principe voorgezeten door de schout. Deze had geen stemrecht, trad in strafzaken op als openbare aanklager en zorgde voor de uitvoering van vonnissen die door de schepenbank waren uitgesproken. Naast de heerlijke rechten bezat de heer van Lieshout ook het kerkelijke tiendrecht en als eigenaar van de gronden tevens het voorpootrecht.
In de loop van de tijd liet de abdij van Floreffe het beheer van de heerlijkheid Lieshout steeds meer over aan de abdij van Postel. Dat had twee voordelen: vanuit Postel kon Lieshout binnen een dag bereikt worden en de communicatie verliep vlotter omdat de monniken uit Postel, in tegenstelling tot de Franstaligen uit Floreffe, Brabants spraken net als de inwoners van Lieshout.

#### Aanspraak op de gemeynt
Dat het domein en de gemeynt van Lieshout onder verschillende jurisdicties vielen, leidde tot problemen met de inwoners van Beeck bij Aerle. De oppervlakte van de gemeynt van Lieshout was groter dan de inwoners voor eigen gebruik nodig hadden. Dit in tegenstelling tot de gemeynt van Beeck. De inwoners van Lieshout gingen ertoe over om tegen betaling aan inwoners van Beeck het medegebruik van de Lieshoutse gemeynt toe te staan. De gemeynt van Beeck grensde aan de gemeynt van Lieshout en viel net als deze onder jurisdictie van de hertog van Brabant. Na verloop van tijd verpachtte de hertog de rechtsmacht over beide gebieden aan de heer van Rixtel, die tevens heer van Beeck was.
Omdat de rechtsmacht van de abt van Floreffe zich alleen uitstrekte over het oorspronkelijke domein en niet over de Lieshoutse gemeynt, vatte bij inwoners van Beeck de mening post dat zij de gebruiksrechten hadden op die gemeynt en niet de inwoners van Lieshout. Hoewel hertog Filips de Goede in 1432 de koop van de gemeynt door Lieshout in 1311 had bevestigd, deden de inwoners van Beeck in 1444 een poging om hun aanspraken op de Lieshoutse gemeynt geldend te maken. Ze spanden daartoe een procedure aan bij de Leen- en Tolkamer te 's-Hertogenbosch, met als argument dat uit het gegeven dat de heer van Rixtel de rechtsmacht bezat over de gemeynt volgde dat hem ook het bezit van de gemeynt toekwam. Ze werden in het ongelijk gesteld.
In 1499 waagden de inwoners van Beeck een nieuwe kans, nu bij de Raad van Brabant te Brussel, de hoogste rechterlijke instantie van het hertogdom Brabant. Ze brachten nu een tweede argument naar voren: de inwoners van Beeck hadden het gemeynt van Lieshout gekocht. Jammer genoeg konden ze dat niet bewijzen omdat, naar hun zeggen, de koopbrief hen was ontstolen door de bastaerde kinders Hendriericx de Roeve. Toen die rechtszaak bleef slepen namen de inwoners van Beeck het recht in eigen hand en trokken massaal de gemeynt binnen die binnen drie dagen helemaal kaal gemaaid was en totaal vernield. Om hun rechten te verdedigen wendden de schepenen van Lieshout zich op hun beurt tot de Raad van Brabant. In 1502 deed de Raad uitspraak en bevestigde dat de gemeynt eigendom was van Lieshout.

## Vroegmoderne tijd

### Periode 1500-1648

#### Schependomszegel

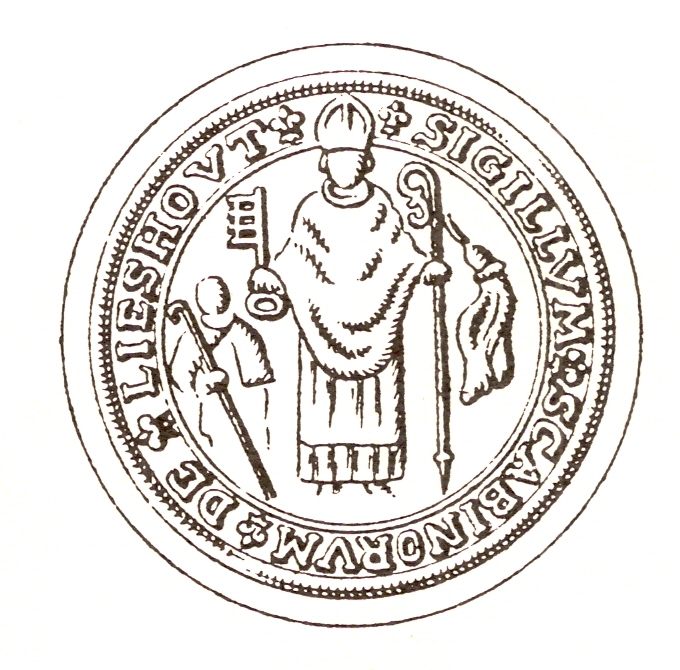
Het schependomszegel van Lieshout uit 1623

Het oudst bekende zegel van de Lieshoutse schepenen is van 1518. Gezien de schrijfwijze van de letters moet de stempel waarmee het zegel gemaakt is van veel vroegere datum zijn. In 1623 is een nieuwe stempel gemaakt, met een identieke afbeelding. In die afbeelding staat in het midden een abt met mijter. In zijn linkerhand heeft hij een kromstaf met daaraan een sluier. De kromstaf is een teken van zijn kerkelijk ambt; de sluier is het symbool van kuisheid. In zijn rechterhand houdt hij een sleutel. Rechts van de abt staat een kleinere figuur met eveneens een staf in zijn hand, waarschijnlijk een priorstaf. De centrale figuur is de abt van Floreffe, heer van Lieshout. De kleinere man is vermoedelijk de magister van Lieshout. Meestal worden abten voorgesteld met in de rechterhand een boek en soms een monstrans. Dat de abt van Floreffe op het Lieshoutse zegel een sleutel vasthoudt, is waarschijnlijk een verwijzing naar Sint-Servaas, de patroon van de parochie Lieshout.

#### Geweld
Aan het einde van de 15e eeuw begon een periode van geweld met invallen van Gelre, die leidden tot brandschatting en plundering van Lieshout in 1512. Bij de haardtelling in 1515 door Leonard Cottereau bleek dat Lieshout eerst 99 huizen had en dat er na de Gelderse verwoesting nog 68 over waren.
Ook zonder bedreiging van buiten was er vaak sprake van geweld in Lieshout, met name bij het uitdelen van de spijnden. Vooral in tijden van bittere armoede leidden de uitdelingen aan mensen die niet uit het dorp kwamen tot ongeregeldheden. Zo werd pastoor Petrus de Wisschaven er in 1575 van beschuldigd, bij het uitdelen van de spijnden de Lieshoutse armen te hebben benadeeld ten voordele van de armen uit andere dorpen. De gemoederen liepen zo hoog op dat De Wisschaven uit Lieshout moest vluchten.
Lieshout had gedurende de Tachtigjarige Oorlog vaak te lijden onder oorlogsgeweld. In 1587 trokken Staatse troepen onder leiding van Filips van Hohenlohe-Neuenstein plunderend en vernielend door Helmond en omstreken. In Lieshout zijn daarbij omtrent sesse oft zeven hoeven met eenen meulen afgebrant. De abdij van Floreffe heeft de hoeven en de molen binnen enkele jaren laten herbouwen en heeft tot het restaureren groote en swaere costen moeten doen.
Omdat Brabant vaak in het frontgebied lag, waren er ook veel langstrekkende troepen die gepeijsterd moesten worden. Dat hield in dat gratis onderdak en proviand verschaft moest worden aan ruiters en hun paarden. In het laatste oorlogsjaar bijvoorbeeld streken achtmaal legereenheden in Lieshout neer, variërend van vier tot bijna tweehonderd ruiters. De rekeningen die de borgemeesters voor hun verteringen moesten betalen liepen op tot een bedrag van 987 gulden 10 stuivers. De totale uitgaven van Lieshout in dat jaar bedroegen 5933 gulden, 17 stuivers en 3 oort. Naast het bedrag voor het peisteren werd nog 3294 gulden, 17 stuivers en 3 oort afgedragen aan rentmeesters te 's-Hertogenbosch en Antwerpen, zodat slechts een bedrag van 1650 gulden 10 stuivers ten goede kwam aan het dorp.

### Tijd van de Republiek der Verenigde Nederlanden
Na de vrede van Münster in 1648 werd het Nederlandse deel van Brabant een generaliteitsland, rechtstreeks bestuurd door de Staten-Generaal. Zoals overal eigenden de Staten zich ook in Lieshout alle bezittingen van de Rooms-Katholieke Kerk toe. Ze droegen het beheer ervan op aan de rentmeester van de Geestelijke Goederen van het Kwartier van Peelland. Tot die bezittingen behoorden: kerk van Lieshout, hoeven van de abt van Floreffe, Antoniuskapel onder Ginderdoor, beneficie Sint Barbara-altaar te Lieshout.

#### Aanspraak op de hoeven
Over de hoeven van de abt van Floreffe ontstond een conflict. De norbertijnen ontkenden dat deze hoeven toebehoorden aan de kerk; volgens hen waren ze privébezit van de abdij van Floreffe. Om dit te onderzoeken organiseerde de drossaard een turbe. Vier inwoners van Lieshout legden op 18 oktober 1648 ten overstaan van de schepenen een getuigenis af. Unaniem verklaarden deze personen, in leeftijd variërend van 80 tot 88 jaar, dat ze nooit hadden horen zeggen dat er in 't Hof een convent was geweest, maar dat 't Hof altijd door de abt van Floreffe was verpacht.

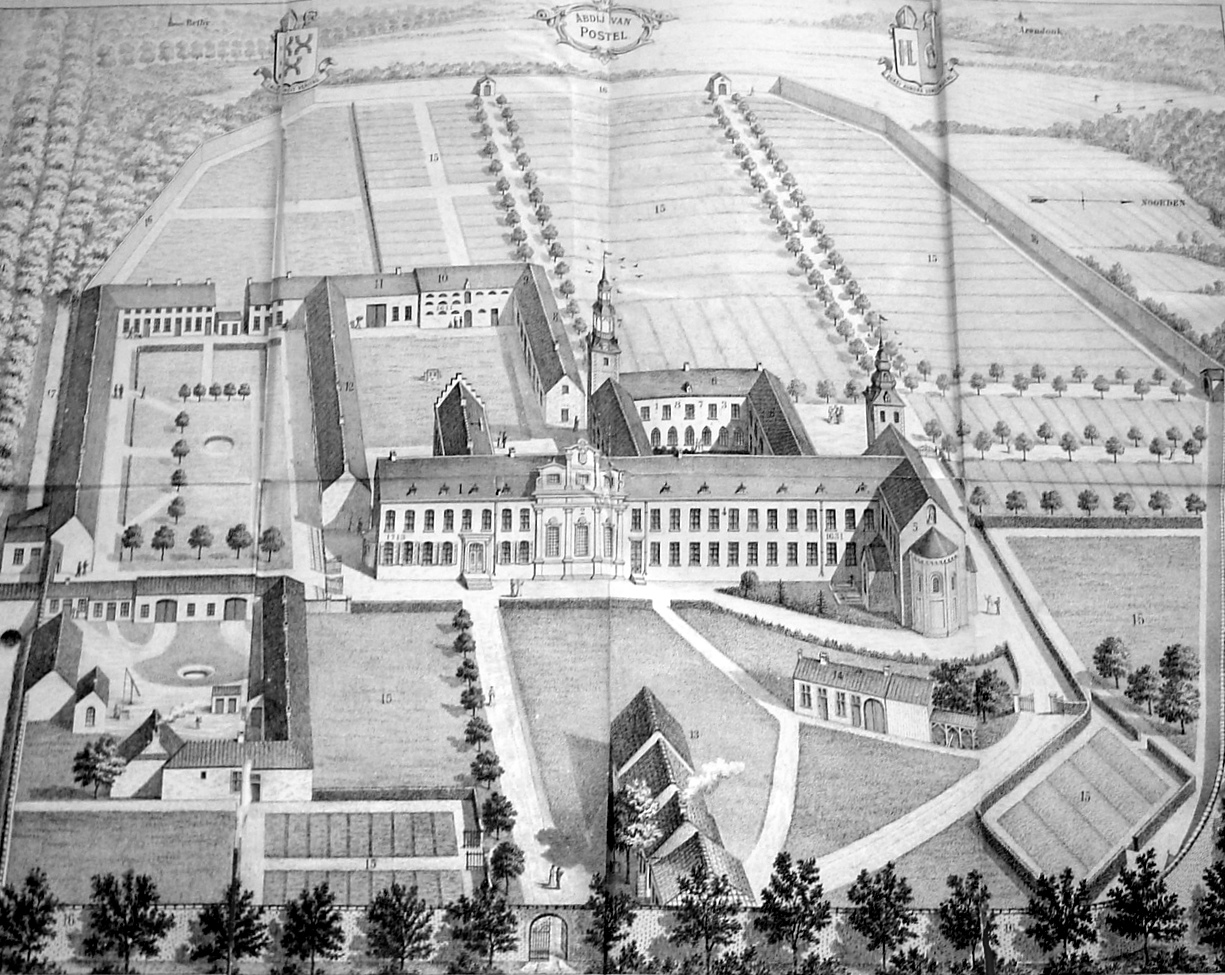
De abdij van Postel in de 19e eeuw

De Staten-Generaal namen er geen genoegen mee, dat de hoeven geen kerkelijk bezit zouden zijn. Zij poneerden dat Postel van oudsher behoorde tot de Meierij van 's-Hertogenbosch en dat daarom bezittingen die onder het beheer van de Postelse abdij stonden, geconfisqueerd mochten worden. De norbertijnen betwistten dat en stelden dat Postel in Konings Brabant lag en derhalve niet viel onder het gezag van de Nederlandse Staten-Generaal.
Onder druk van de voortdurende aanspraken door de Staten-Generaal besloten de norbertijnen hun bezittingen in de Meierij van ’s-Hertogenbosch te verkopen en vroegen toestemming daartoe aan de Staten-Generaal. In afwachting van de reactie van de Staten gaf de abt van Floreffe in 1697 en 1698 aan de inwoners van Lieshout het gebied uit dat zijn voorganger in 1246 verkregen had. Hiermee werd de gemeynt uitgebreid met gronden die door de inwoners de facto al voor hun boerenbedrijven werden benut.
Op 9 maart 1698 verleenden de Staten-Generaal toestemming aan de abdij van Floreffe tot verkoop van haar bezittingen in de Meierij van 's-Hertogenbosch. Op 15 mei 1698 verkocht de abdij van Floreffe al haar bezittingen en rechten in Lieshout aan de abdij van Postel. In dezelfde transactie waren ook begrepen de tienden van Binderen, Helmond, Overbrug en Rixtel en het patronaatsrecht van de kerken van Asten, Helmond, Lage Mierde, Lierop, Oerle en Rixtel. De totale koopsom bedroeg 50 000 gulden.

#### Verkoop van de hoeven

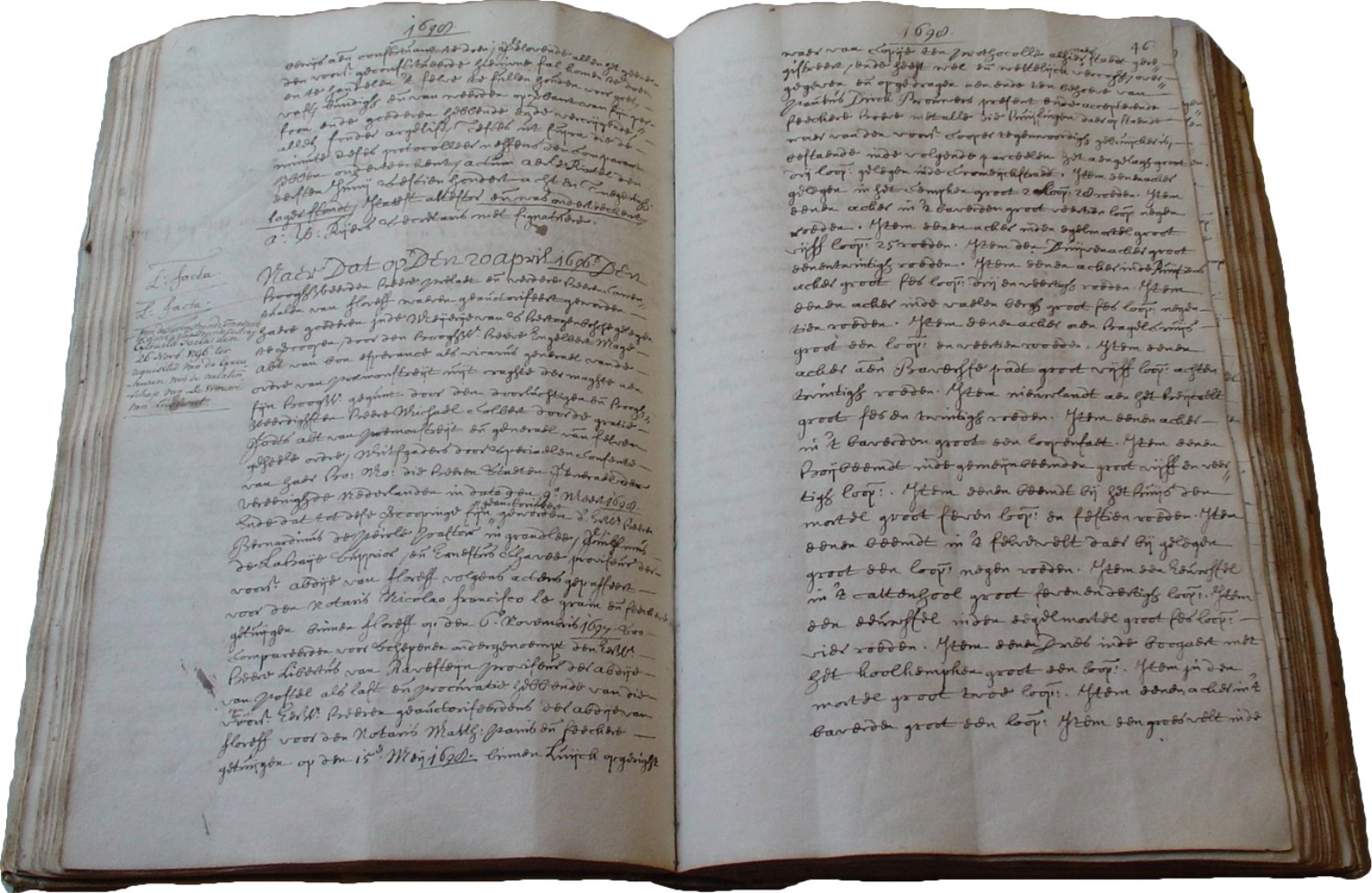
De koopakte van de Plashoeve, de eerste hoeve die verkocht werd

Diezelfde dag kreeg Libertus van Ravesteijn, provisor van de abdij van Postel, volmacht om twaalf Lieshoutse hoeven, de oorspronkelijke acht horigenhoeven en vier hoeven die inmiddels van het Hof waren afgesplitst, te verkopen. De verkopingen vonden plaats in de maanden augustus tot en met december 1698. Kopers waren voornamelijk de hoevenaars, die de hoeven reeds in pacht hadden. Ook investeerden enkele notabelen in de hoeven, een medicine doctor en twee advocaten, van wie een ook erfsecretaris was. Met de verkopingen was in totaal een bedrag gemoeid van 26 250 gulden, waarvan 13 825 gulden betaald werd. Voor het resterende bedrag van 12 425 gulden werden schuldbrieven uitgegeven tegen een vaste rente van vier procent per jaar. Aflossen van de schuld was wel toegestaan, maar niet verplicht. Op de meeste hoeven lag de verplichting om jaarlijks een aantal vaten rogge te schenken aan armen van Lieshout ofte den H. Geest. De kleinste verplichting omvatte vier vaten, de grootste veertig. Deze verplichtingen waren vastgesteld tussen 1246 en 1283, toen de spijnden van 324 vaten rogge definitief verdeeld werden over de hoeven en de molen. De vier hoeven uit de tweede ontginningsperiode hadden die verplichting niet, deze behoorden in die periode niet tot het domein.

#### Armoede
Als generaliteitsland werd Brabant door de Staten-Generaal in economisch opzicht als wingewest uitgebuit met zware belastingen en heffingen. Als gevolg daarvan heerste er ook in Lieshout armoede. Inwoners die niet in hun onderhoud konden voorzien, werden geholpen door de Heilige-Geestmeester. Op deze armenzorg werd echter ook in toenemende mate een beroep gedaan door armlastige mensen die van buiten Lieshout kwamen. Op 18 maart 1700 namen de schepenen het besluit om aan de toestroom van vreemden een einde te maken. In modern Nederlands:

Het wordt steeds duidelijker dat veel vreemde personen, buiten deze heerlijkheid geboren, hier komen wonen. Ze huren erven, huizen, kamers, hoeven en land. Daar de mogelijkheid bestaat dat deze mensen vroeg of laat armlastig worden, hetgeen al is gebeurd, hebben de schepenen met algemene stemmen besloten om alle ingezetenen te verbieden onderdak te verlenen aan vreemden op straffe van 3 gulden boete per dag, te betalen aan de drossaard. De vreemden moeten vertrokken zijn binnen zes weken na publicatie van dit besluit, tenzij ze iemand vinden die borg voor hen wil staan, voor 150 gulden per persoon. Degenen die hier al wonen, maar hier niet geboren zijn, moeten een schriftelijke verklaring van hun geboorteplaats hebben, dat ze ondersteund zullen worden indien ze tot armoede vervallen.

Waarschijnlijk is er aan dit besluit niet strak de hand gehouden, want vijf jaar later werd het opnieuw bekrachtigd en werden de boetes flink verhoogd. Daarna werd er van deze maatregel in de schepenprotocollen geen melding meer gemaakt.

#### Vernielingen

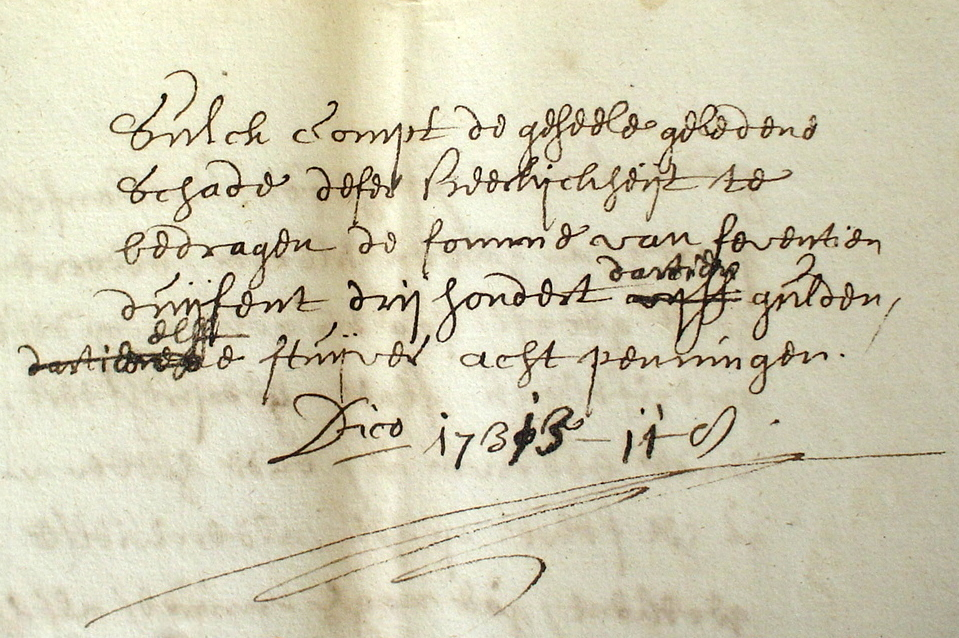
De totale schade in het jaar 1702: Sulck kompt de geheele geledene schade deser heerlijckheijt te bedragen de somme van seventien duijsent drij hondert dartien gulden, elff stuiver acht penningen.

Tijdens de Spaanse Successieoorlog trok op 27 juli 1702 het groot leger onder het beleijdt van de Heeren Graven ende Generaels Marlborough ende Athlone voorbij Lieshout. Een gedeelte trok verder, het grootste deel kampeerde enkele dagen bij het dorp. Op 1 augustus passeerde het kleijn leger en op 13 september kampeerde er een partij van vierhondert man. Op 11 oktober 1702 stelden de schepenen een lijst op van de schade. Die bedroeg 17 313 gulden 11 stuivers 8 penningen. De grootste post betrof ruim achttien hectare oogst die vertrapt werd. Er ging rogge, tarwe, gerst, haver, boekweit, hooi, klaver en gras verloren ter waarde van 12 298 gulden.
In dezelfde periode werd Lieshout door de Fransen gebrandschat. De geëiste contributie bedroeg twee en een half maal de verponding, hetgeen neerkwam op 3180 gulden. De feitelijke betaling aan de Fransen bedroeg 1020 gulden, afgedragen via een tussenpersoon in Antwerpen.

#### Verkoop heerlijke rechten
In 1714 verkocht de abdij van Postel de heerlijke rechten, het tiendrecht en het voorpootrecht, benevens de molen en de overgebleven hoeve aan mr. Adriaan Bout. Deze betaalde daarvoor 18 575 gulden. Adriaan Bout kocht tevens de schuldbrieven die in 1698 ondertekend waren bij de verkoping van twaalf Lieshoutse hoeven, waardoor de totale koopsom uitkwam op 31 000 gulden. De abdij van Postel inde met de verkopingen van de heerlijkheid Lieshout in 1698 en 1714 samen 44 825 gulden. In de tussentijd was op de schuldbrieven aan de abdij van Postel zestien jaar lang rente betaald, zij het niet zonder problemen. De abdij had vier schuldenaars voor de schepenbank moeten dagvaarden om betaling van de rente, vermeerderd met een procent strafrente per achterstallig jaar, af te kunnen dwingen.
Adriaan Bout verkocht de heerlijke rechten in 1719 aan zijn zoon Jan Bout. Deze bouwde tussen 1719 en 1725 een buitenverblijf, dat in het dorp het Jachthuis, het Herenhuis of kortweg het Huis werd genoemd. Het was het eerste stenen gebouw in Lieshout. Jan Bout, en later ook zijn zoon Adriaan Bout, verbleef regelmatig in het jachthuis om er het jacht- en visrecht uit te oefenen.

#### Epidemie
Rond 1720 werd Lieshout getroffen door een onbekende ziekte, zoals blijkt uit een gezamenlijke brief van de schepenen en borgemeesters van 1 oktober 1722. Zij hebben persoonlijk onderzoek gedaan naar de omvang van de ziekte. Deze werd in 111 van de 140 huizen aangetroffen. In de brief staat, in modern Nederlands:

 ... dat in het dorp al gedurende twee jaar een zeer besmettelijke ziekte heerst die gepaard gaat met hoge koorts, waardoor degenen die er door de Hemel mee geteisterd worden, meteen buiten kennis raken. Velen zijn door de ziekte gestorven en zij die het overleven blijven nog maandenlang ziek. De ziekte is zo besmettelijk, dat in elk huisgezin waarin iemand de ziekte krijgt, meteen alle huisgenoten aangestoken worden en buiten kennis raken, waardoor ze elkaar niet meer kunnen verzorgen.

#### Nieuwe Erven
Sinds 1311 hadden in Lieshout meerdere gronduitgiften uit de gemeynt plaatsgevonden, veelal op kleine schaal. De laatste keer dat woeste gronden op grotere schaal waren verkocht was in 1486, toen veertig bunder, ongeveer 53 hectare, werd uitgegeven om met de opbrengst ervan een drietal geldleningen af te betalen. Degelijke grootschalig uitgegeven woeste gronden werden vanouds Nieuwe Erven genoemd, naar het Middelnederlandse erve in de betekenis van een stuk grond dat vererfbaar is en waarop veelal een cijns rust.
In 1749 verzocht het dorpsbestuur de Raad van State om octrooi te verlenen voor de uitgifte van nieuwe erven uit de gemeynt ter grootte van honderd loopensen, ongeveer zeventien hectare, teneinde die woeste gronden door inwoners van het dorp in cultuur te laten brengen. De Raad verleende bij resolutie van 16 januari 1751 octrooi onder een aantal voorwaarden. De belangrijkste waren dat de vergunning moest worden ingeschreven bij de Leen- en Tolkamer te 's-Hertogenbosch, dat opmeting en afpaling van de erven moest geschieden door een gezworen landmeter ten overstaan van de Rentmeester der Domeinen, en dat de erven moesten worden geveild in een openbare verkoping die op drie voorgaande zondagen moest zijn aangekondigd. Dit alles zeer tegen de zin van het dorpsbestuur dat de erven onderhands had willen uitgeven aan de eigen inwoners.
Nadere bestudering van eerdere transacties bracht aan het licht dat het betreffende gebied in 1697 gekocht was van de abdij van Floreffe en dus niet behoorde tot de gemeynt die in 1311 gekocht was van de hertog. Het dorpsbestuur liet de Raad van State weten dat er geen octrooi vereist was omdat het geen hertogelijke gronden betrof, en verzocht de Raad de voorwaarden in te trekken. Bij resolutie van 8 juni 1753 wees de Raad van State het verzoek af. Het dorpsbestuur besloot daarop van uitgifte af te zien.
Het duurde tot 1771 voor nieuwe plannen werden opgesteld voor uitgifte van gronden. Er was een drieledige aanleiding: het gebrek aan landbouwgronden leidde tot toenemende armoede onder de inwoners, de Staten-Generaal ordonneerden de bouw van een raadhuis, en de kerktoren moest nodig gerepareerd worden. De dorpskas liet de benodigde uitgaven niet toe. Het dorpsbestuur stelde daarom een verzoek op aan Adriaan Bout, om als grondheer van Lieshout octrooi te verlenen tot verkoop van gronden uit de gemeynt en wel onder lokaal recht. Bout gebruikte de gelegenheid om een aantal slepende zaken in zijn voordeel te beslechten en verleende op 13 november 1771 het gevraagde octrooi. Op 7 december werden negentig nieuwe erven geveild en op 26 januari 1772 vond voor de schepenen van Lieshout het transport plaats. Er werd bijna zestig hectare grond verkocht met een opbrengst van 12 163 gulden 19 stuivers.
In november 1772 vroeg de Rentmeester der Domeinen aan het dorpsbestuur om inlichtingen over de verkoop van erven uit de gemeynt. Toen het dorpsbestuur ondanks herhaalde aanmaningen weigerde aan dat verzoek gehoor te geven kreeg de Rentmeester desgevraagd volmacht van de Raad van State om de bestuurders van Lieshout bij verdere weigering in gijzeling te nemen. In maart 1774 legde het dorpsbestuur de gevraagde verantwoording af. De inhoud daarvan was voor de Raad van State aanleiding om een onderzoek te starten naar de gang van zaken. Op 6 september 1775 deed de Raad van State uitspraak in de Lieshoutse kwestie: hoewel de kopers van de nieuwe erven duidelijk te kwader trouw waren geweest moesten dezen ongemoeid worden gelaten. De gelden die na aftrek van kosten en de benodigde gelden voor het raadhuis en de kerktoren zouden overblijven, naar verwachting ruim 9000 gulden, mochten niet vrij besteed worden maar moesten worden belegd in staatsobligaties. Tegen Adriaan Bout en het dorpsbestuur werd een zaak aangespannen bij de Raad van Brabant. Inzet was niet alleen de verkoop van woeste gronden zonder octrooi van de Raad van State, maar ook de juridische positie van Adriaan Bout. Was hij inderdaad grondheer en kon hij daaraan de rechten ontlenen die hij had uitgeoefend? De procedures bij de Raad van Brabant zijn echter niet doorgezet.

#### Raadhuis

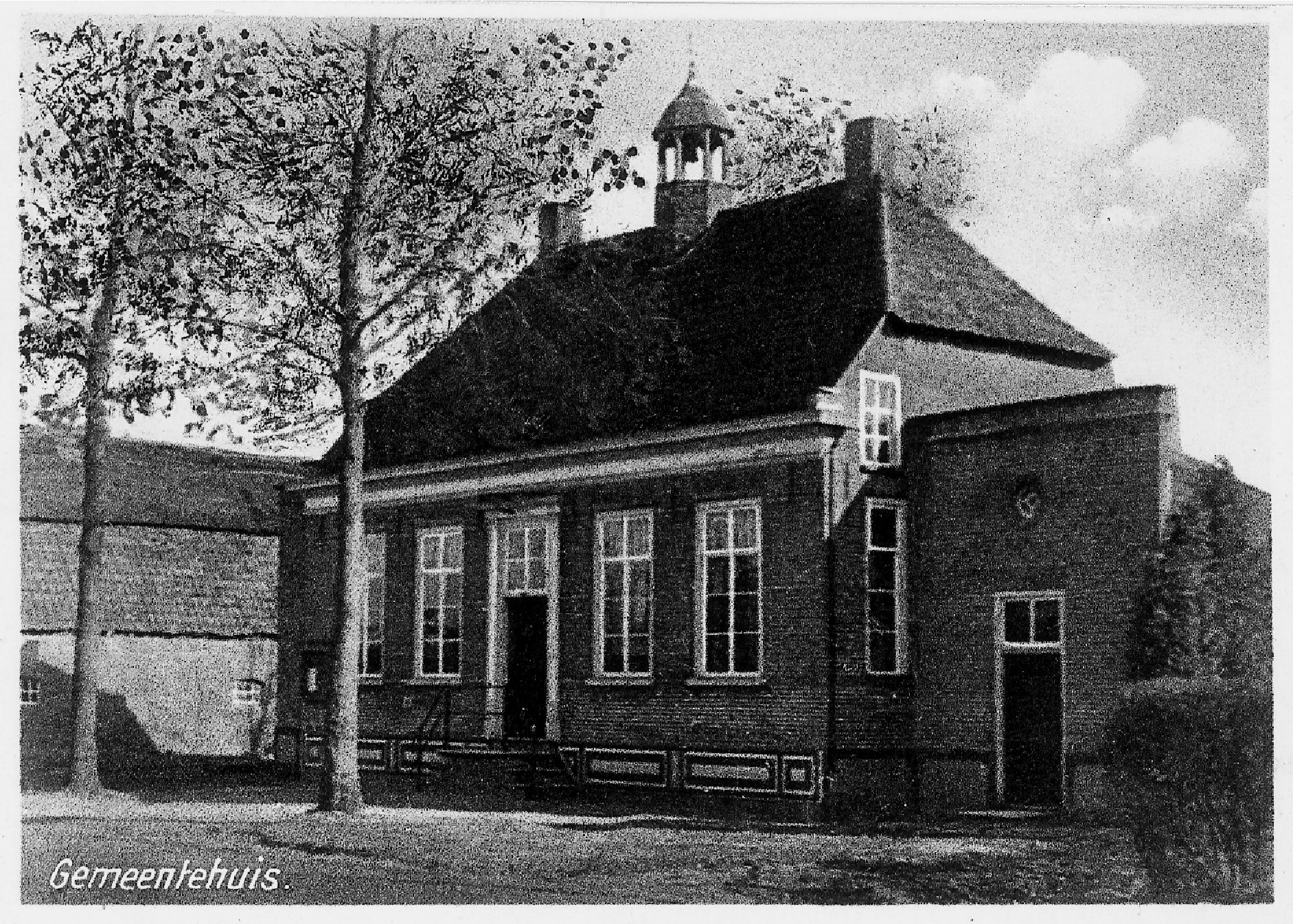
Het raadhuis van Lieshout, gebouwd in 1776

Het raadhuis van Lieshout werd in 1776 gebouwd aan de Heuvel. Tot die tijd vergaderden de schepenen in een van de zeven herbergen die Lieshout telde. In 1771 ordonneerden de Staten-Generaal de gemeente een raadhuis te bouwen. In 1772 had 's lands architect Jan Francis van de Weijer uit Boxtel de schets klaar en in 1773 was hij gereed met het bestek. Twee jaar later, in 1775, verleenden Haar Edel Mogende die Heren Raeden van Staeten der Vereenighde Nederlanden hun goedkeuring aan de bouw. Dit jaartal werd vermeld op het raadhuis. Op 1 april 1776 vond de openbare aanbesteding plaats. Het werk moest klaar zijn vóór 30 september 1776. De laagste inschrijver was aannemer de Wel Edel Gestrenge Heer en Mr. Gijsbert de Jong, Heere van de Heerlijkheidt Beek en Donk. Hem werd de bouw gegund voor 1582 gulden. Het raadhuis werd in 1951 afgebroken om plaats te maken voor een groter gemeentehuis.

### Frans-Bataafse tijd
Op 12 maart 1795, kort na het uitroepen van de Bataafse Republiek, werd in Lieshout vanaf het bordes van het raadhuis de Declaratie van de Rechten van den Mensch en Burger plechtig in het openbaar voorgelezen. Daarmee verloor de Vrouwe van Lieshout, Anna Bout, haar heerlijke rechten waaronder het recht om de schepenen te benoemen; dezen werden voortaan gekozen. De eerste democratische verkiezing in Lieshout vond plaats op 23 april 1795, toen de zeven schepenen gekozen werden van de Municipaliteit, zoals het dorpsbestuur voortaan heette. Elke mannelijke ingezetene van boven de twintig jaar, die niet van de bedéling (armenkas) leefde, mocht zeven namen invullen. Van de 150 stemgerechtigden brachten er 110 hun stem uit.
In de nacht van 21 op 22 januari 1798 pleegden de Unitaristen een staatsgreep. Er volgde een zuivering van dorpsbesturen. De gekozen schepenen werden ontslagen en er werden nieuwe schepenen benoemd, die een solidariteitsverklaring moesten tekenen, luidende: Ik verklaar mijnen onveranderlijken afkeer van het Stadhouderlijk Bestuur, het Foederalismus, de Aristocratie en Regeeringloosheid. Daarmee kwam er een einde aan het eerste gekozen dorpsbestuur van Lieshout.
In 1802 werd in de Bataafse Republiek een nieuwe landelijke indeling gemaakt, waarbij ook de plaatselijke besturen werden gereorganiseerd. Het platteland werd opgedeeld in schoutambten met aan het hoofd een schout-civiel. Lieshout kwam met Beek en Donk en Stiphout in één schoutambt, onder het gezag van schout-civiel J.A. Kuijpers. De drossaard werd ontslagen; deze functie bestond niet meer. Als gevolg van de reorganisatie waren schepenen niet langer bevoegd in strafzaken op te treden als rechters. Die zaken werden voortaan behandeld door speciale rechtbanken. Civiele zaken mochten nog wel door de schepenen worden afgewikkeld.
Toen keizer Napoleon in 1810 in Nederland aan de macht kwam, richtte deze het landsbestuur in naar Frans model. Lieshout kwam zo terecht in het kanton Gemert, arrondissement Eindhoven, departement van de Monden van de Rijn, met als hoofdstad 's-Hertogenbosch. Niet alleen het bestuur werd gemodelleerd naar Frans voorbeeld, ook de rechtspraak. Er kwam één rechtbank per arrondissement, met in elk kanton een vrederechter voor de kleine zaken. Er was geen plaats meer voor Civiele Rechtbanken per gemeente.

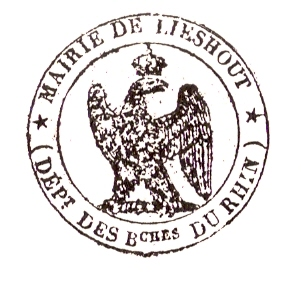
Zegel van Lieshout uit 1811

Op 27 juli 1810 benoemde de prefect van 's-Hertogenbosch een voorlopig dorpsbestuur van Lieshout dat bestond uit maire (burgemeester) Arnold van Roij en vier raadsleden. Deze zogenaamde municipale raad had nog slechts een adviserende taak. Het oude gemeentebestuur kreeg de opdracht lopende zaken af te handelen. Op 27 september 1810 regelden de schepenen de laatste bestuurlijke zaken. Het duurde enige tijd voor de nieuwe rechtbanken ingericht waren. Tot die tijd werden de zaken afgehandeld door de schepenen. De laatste zitting van de Civiele Rechtbank van Lieshout had plaats op 9 mei 1811. Daarmee kwam een einde aan de schepenbank van Lieshout.
Het schependomszegel van 1623 was tot de Franse tijd in gebruik gebleven. Maire Arnold van Roij liet in 1811 een nieuw zegel ontwerpen, met Franse tekst en de Franse adelaar.

## Moderne tijd

### Negentiende eeuw
Nadat Napoleon op 6 april 1814 tot aftreden was gedwongen, werd het bestuur van het departement van de Monden van de Rijn overgedragen aan de prins van Oranje als soeverein vorst der Nederlanden. Alle functionarissen werden ontslagen van hun eed van trouw aan Napoleon. De meesten van hen legden een nieuwe eed van trouw af aan de soevereine vorst. Arnold van Roij werd zo fungerend burgemeester van Lieshout.

#### Gemeentewapen

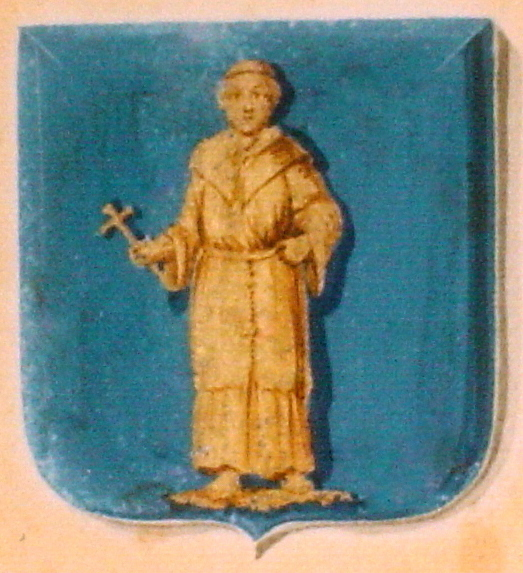
Het wapen van Lieshout uit 1817; detail uit het document waarin de Hoge Raad van Adel de gemeente bevestigt in het bezit van het wapen.

In 1815 vroeg hij, net als veel van zijn collega's, een gemeentewapen aan. Waarschijnlijk uit onwetendheid schreef de burgemeester ter toelichting aan de gouverneur van de provincie dat het zegel van Lieshout Sint-Servaas vertoonde. De Hoge Raad van Adel stelde op 16 juli 1817 het wapen vast met de omschrijving Zijnde van Lazuur, beladen met St. Servatius van goud.
Het is gebruikelijk Sint-Servaas af te beelden in bisschopsgewaad met mijter, kromstaf en attributen. De ontwerper tekende de heilige echter als een eenvoudige pater met een kaalgeschoren kruin, rozenkrans aan de gordel en een kruis in zijn rechterhand.

#### Herstel van heerlijke rechten
Het benoemingsrecht werd in 1814 hersteld. De erfgenamen van Anna Bout maakten daarvan gebruik: op verzoek van hun rentmeester J.J. Ribbius droegen ze zijn zoon Johannes Franciscus voor als opvolger van Arnold van Roij. J.F. Ribbius werd inderdaad op 5 november 1816 aangesteld tot burgemeester van Lieshout.
In 1815 werden het jachtrecht en het visrecht onder voorwaarden hersteld als zakelijk recht.
Na het overlijden van Anna Bout verkochten de erven Bout in 1842 de heerlijke rechten evenals het tiendrecht en het voorpootrecht aan Albert Bots, fabrikant te Helmond. In datzelfde jaar heeft deze een aantal tiendplichtigen in de gelegenheid gesteld tiendrechten af te kopen. Bots liet in 1847 het heerlijk jachtrecht registreren. Zijn erfgenamen lieten de resterende tiendrechten afkopen in 1857.
Met de herziene Nederlandse Grondwet van 1848 vervielen de laatste bestuurlijke bevoegdheden van de heerlijkheid, met name de bevoegdheid om plaatselijke bestuurders (mee) te benoemen. Bij de uitwerking van de Grondwet in de Gemeentewet van 1851 werden de bestuurlijke functies toegewezen aan de gemeente Lieshout. De zakelijke rechten van de heerlijkheid bleven bestaan.
Na het tiendrecht verzilverden de erven Bots ook het voorpootrecht. Dat gebeurde in 1879 toen de erven Bots tezamen met de gemeente Lieshout de bermen van wegen waarop het recht van voorpoting gevestigd was, verkochten aan de eigenaren van belendende percelen. Het ging om 85 stroken grond met een oppervlakte van in totaal 6 hectare 66 are en 53 centiare, met een geschatte waarde van 3337,73 gulden. De opbrengst van de verkoop kwam voor de helft ten goede aan de erven Bots als afkoopsom voor het recht van voorpoting, en voor de andere helft aan de gemeente Lieshout als betaling voor het bloot eigendom van de grond.
In 1885 constateerde de gemeente dat jagers uit naburige gemeenten actief waren op Lieshouts grondgebied zonder dat zij over een vergunning beschikten. Om aan deze ongewenste toestand een eind te maken besloot de gemeente de jacht op de gemeentelijke gronden zelf te verpachten. Daarbij speelde de overweging mee dat de familie Bots geen gebruik maakte van het jachtrecht dat zij, naar de mening van de gemeente ten onrechte, pretendeerde te hebben.
In 1887 verkochten de erven Bots in een openbare verkoping te Helmond alle bezittingen en rechten die ze nog in Lieshout bezaten. De totale opbrengst was 29 894 gulden, inclusief 1620 gulden voor de overgebleven rechten. Dat waren het jachtrecht en het visrecht; die werden gekocht door Wilhelmus van Dam uit 's-Gravendeel. Deze verkocht de rechten omstreeks 1895 aan Theodorus Hermanus Bernardus Snijders uit 's-Gravenhage.

#### Einde van de heerlijkheid
In 1897 dagvaardde Snijders de gemeente omdat die de jacht verpachtte. De rechtbank te Roermond wees de vordering in 1899 af. Volgens de rechtbank was niet bewezen dat het heerlijk jachtrecht was uitgeoefend in de periode van 1794 tot 1847. Toen de eigenaar van de heerlijkheid de jacht in 1847 liet registreren, was volgens de rechtbank het recht van de jacht reeds door niet-uitoefening of verjaring tenietgedaan. Deze uitspraak leidde in het dorp tot een volksfeest onder het motto: En de boeren hebben het overwonnen!

### Twintigste eeuw
Het vonnis van de rechtbank in Roermond over het jachtrecht werd tweemaal aangevochten en beide keren bevestigd: in 1902 door het gerechtshof te 's-Hertogenbosch en in 1903 door de Hoge Raad. Nu definitief was vastgesteld dat de heerlijke rechten niet meer golden, stond feitelijk vast dat de heerlijkheid Lieshout opgehouden had te bestaan.
De gemeente verzocht in 1903 alle grondbezitters het jachtrecht op hun gronden over te dragen aan de gemeente; dan zou de gehele dorpsgemeenschap kunnen profiteren van de pachtopbrengsten. Alle eigenaren stemden hierin toe, waardoor de gemeente de jacht kon verpachten over een gebied van 2537 hectare. De jaarlijkse opbrengst lag in de orde van grootte van vijfhonderd gulden.
De twintigste eeuw gaf een geleidelijke bevolkingsgroei te zien, na een periode van stilstand. In de tweede helft van de 19e eeuw bleef het inwonertal vrijwel stabiel, op iets minder dan 1300 zielen, vooral vanwege het vertrekoverschot. In de nieuwe eeuw steeg het aantal inwoners tot boven de 5000.
Landbouw en de groeiende nijverheid boden meer lokale werkgelegenheid terwijl door betere wegen en nieuwe vervoersmiddelen als de fiets inwoners gemakkelijker een baan buiten het dorp konden vinden. Met de toenemende communicatie en verbeterde ontsluiting drongen nieuwe inzichten en moderne ideeën gemakkelijker tot het dorp door. Zo werd in 1907 de Lieshoutse afdeling van de Boerenbond opgericht. En de vakbond, op katholieke geest geschoeid, was onder meer betrokken bij twee stakingen bij het grootste bedrijf in Lieshout, de firma Merkelbach. De stakingen vonden plaats in 1909 en 1920. De laatste duurde een half jaar.

#### Wilhelminakanaal
Na decennialange voorbereidingen werd op 17 juni 1905 door de Tweede Kamer de wet aangenomen tot de aanleg van het Wilhelminakanaal. De gemeente Lieshout had aanvankelijk positief gereageerd op de aankondiging. In een brief aan Provinciale Staten in 1871 werd de komst van een kanaal verwelkomd, omdat het zou zorgen voor ontwatering van grote gebieden die vervolgens vruchtbaar gemaakt zouden kunnen worden.
Toen de gemeente in 1890 verzocht werd financieel in het kanaalproject bij te dragen, was de reactie afwijzend: Lieshout beschikte reeds over drie wegen waarlangs men de Zuid-Willemsvaart kon bereiken. Een kanaal door Lieshout zou de gemeente geen groot voordeel bieden.
Tijdens de hoorzitting in Lieshout op 11 oktober 1909 werden 32 bezwaren ingediend, de meeste door eigenaren die door het kanaal zouden worden afgesneden van hun gronden. Men verzette zich met name tegen het wegbezuinigen van de brug die gepland was in de weg naar Stiphout en tegen de te steile op- en afritten van de vaste bruggen. Aan beide bezwaren werd geen gehoor gegeven.

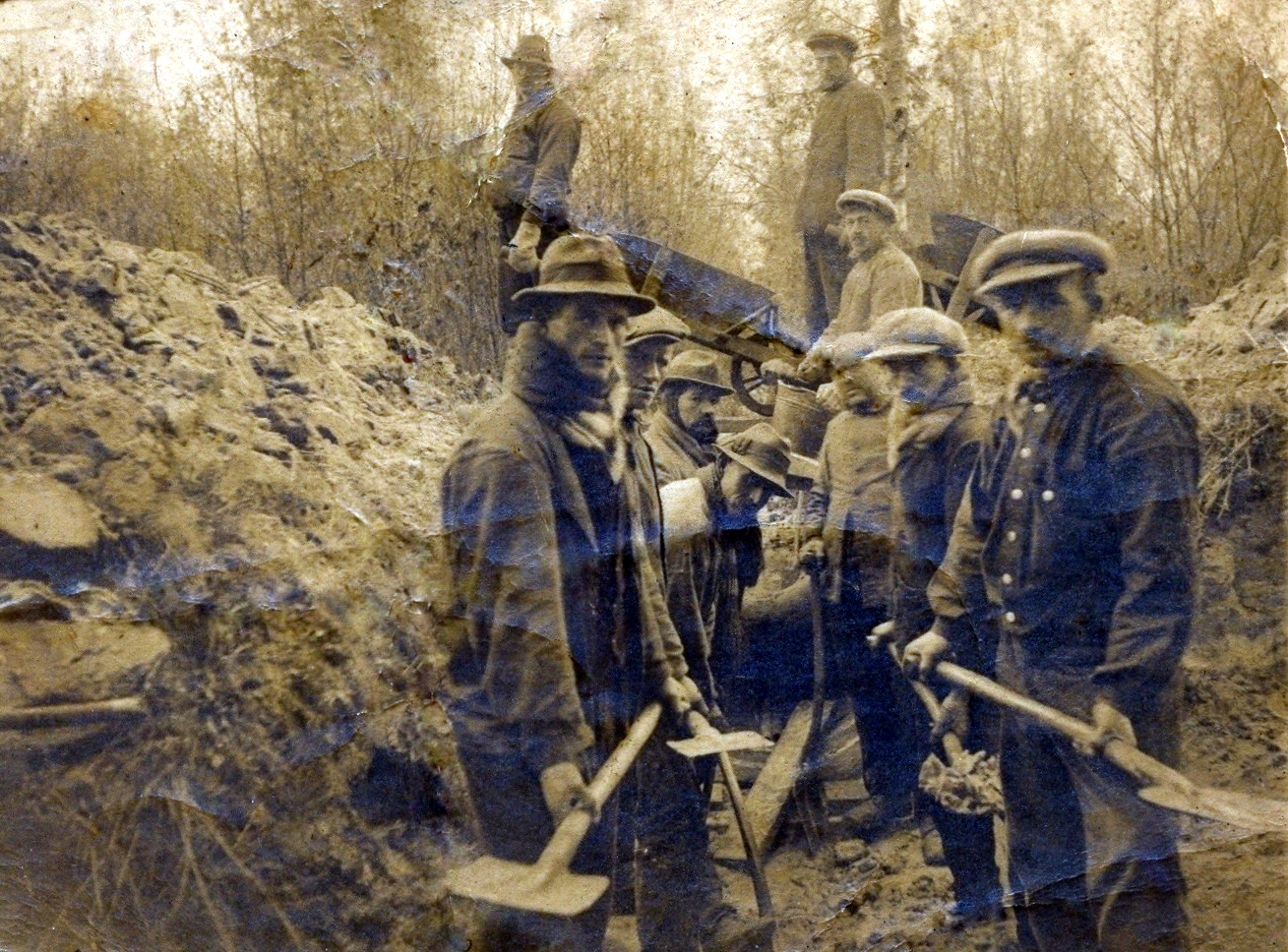
Poldermannen aan het werk bij Lieshout

In de gemeente Lieshout werd aan het kanaal gegraven tussen 1916 en 1923. Het tracé door het dorp was 3840 meter lang en om het te kunnen graven werden 218 kavels onteigend, met een totale oppervlakte van ruim 47 hectare. Omdat er als gevolg van de Eerste Wereldoorlog een groot tekort was aan steenkool voor graafmachines, werd het kanaal bij Lieshout grotendeels met de schop uitgegraven. Hiertoe kreeg het dorp gedurende die jaren ongeveer driehonderd tijdelijke bewoners, de zogenaamde polderjongens, die waren ondergebracht in houten keten.
De aanleg van het kanaal zou voor Lieshout twee belangrijke gevolgen hebben. Allereerst werden de twee oudste buurtschappen, 't Hof en het Achterbosch, van de dorpskern afgesneden. Daarnaast creëerde het kanaal groeikansen voor enkele bedrijven, waaronder Bavaria.

#### Nieuwe ontginningen
Vanaf 1311, toen de hertog van Brabant de gemeynt van Lieshout verkocht aan de inwoners van het dorp, had het dorpsbestuur steeds gronden uit de gemeynt ter ontginning uitgegeven als grote uitgaven uit de dorpskas moesten worden gedaan. Aan het begin van de 19e eeuw waren er geen gronden meer over die met natuurlijke bemesting konden worden ontgonnen en was het dorpsbestuur gestopt met het verkopen van grond uit de gemeynt. Tegen het einde van die eeuw werd kunstmest geïntroduceerd. Dat bood nieuwe mogelijkheden en de gemeente Lieshout wilde daarvan graag gebruikmaken, temeer daar de Rijksoverheid bijdragen in het vooruitzicht stelde voor landontginningen. Op 2 maart 1917 nam de gemeenteraad het principebesluit om weer gronden uit de gemeynt te gaan verkopen.

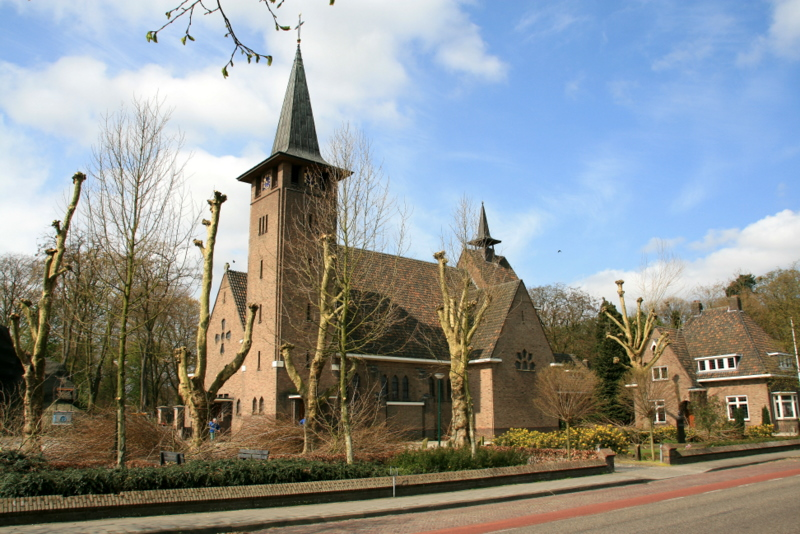
De kerk van Mariahout uit 1933

 Na een aarzelende beginperiode nam de ontginning in de jaren 1928–1929 sterk toe, waardoor de hoeveelheid cultuurgrond in de gemeente Lieshout met vijftig procent groeide. De bevolkingstoename die het gevolg was van de kinderrijke gezinnen van de "pioniers" leidde ertoe dat er nabij het gehucht Ginderdoor een school gebouwd werd en dat er winkels, een smederij, een bakkerij en diverse cafés gevestigd werden. De nieuwe nederzetting die zo ontstond kreeg allengs de allure van een dorp, met een eigen kerk. De pastoor van die kerk, J.R.H. van Eijndhoven, was een Mariavereerder die wist te bewerkstelligen dat de gemeenteraad van Lieshout in 1933 instemde met de naam Mariahout voor het nieuwe dorp.

#### Tweede Wereldoorlog
In vergelijking met andere plaatsen in Nederland heeft Lieshout van de Tweede Wereldoorlog niet veel geleden. Wel werden de drie bruggen over het Wilhelminakanaal tweemaal opgeblazen, in 1940 door de Nederlanders en in 1944 door de Duitsers, en hebben de wegen veel te lijden gehad. Door de zware tanks die het dorp na de bevrijding passeerden, waren ze zo goed als verdwenen.
Vermeldenswaard is dat in de bossen van de Molenheide, tussen Lieshout en Gerwen, tijdens de bezetting verscheidene onderduikers verborgen werden gehouden, onder wie Joden en geallieerde piloten. Ze werden ondergebracht in een schuilplaats, uitgegraven in een natuurlijke zandheuvel en gestut door houten balken. Op deze plaats had knokploeg De Margriet een depot ingericht waarin sabotagemiddelen lagen opgeslagen. Op 14 augustus 1944 werden drie leden van de knokploeg, die op weg waren naar het depot, nabij 't Hof door de Sicherheitsdienst gearresteerd. Het waren Jac. Kruijssen uit Eindhoven, Chris Smits uit Hintham en Piet Swinkels uit Lieshout, die opdracht hadden sabotagemateriaal op te halen en te distribueren. Later die dag werd Willy Andriessen, de leider van De Margriet, opgepakt in het huis van Chris Smits, het hoofdkwartier van de knokploeg. De vier verzetsstrijders werden op 19 augustus om 21.00 uur in Kamp Vught gefusilleerd.
Een maand later, tijdens Operatie Market Garden, werd Lieshout bevrijd. Over de precieze datum bestaat enige onzekerheid omdat de frontlijn dagelijks veranderde. De bevrijders waren Amerikanen van de 101e Luchtlandingsdivisie die op zondag 17 september geland waren te Son. Van daaruit werd meteen gepatrouilleerd naar omliggende dorpen. Zo ook naar Lieshout, waar de Screaming Eagles om zeven uur 's avonds verschenen. Op de dagen erna waren er zowel in het dorp als in de naaste omgeving nog Duitse militairen actief. Burgemeester Mostermans meldde op 25 januari 1945 desgevraagd aan de Commissaris van de Koningin dat 18 september 1944 de officiële bevrijdingsdag van Lieshout is. Lieshout was echter pas echt veilig toen de Britse 11e Pantserdivisie op 21 september Nuenen bereikte. De voorhoede van deze divisie maakte contact met de Amerikanen. Samen zuiverden zij de zuidkant van het Wilhelminakanaal van de Duitse 107e Pantserbrigade, die kort tevoren per trein vanuit Oost-Pruisen in Venlo was aangekomen.

#### Naoorlogse tijd
Na de Tweede Wereldoorlog realiseerde de gemeente een reeks uitbreidingen van het dorp, in het begin bedoeld voor ingezetenen. Latere uitbreidingen boden woongelegenheid aan personen van buiten het dorp die ook elders werkzaam waren, voornamelijk in Eindhoven en Helmond. Zelfs in het natuurgebied Molenheide werd bewoning toegestaan.
De jaren vanaf 1962 tot aan ongeveer 1980 werden beheerst door de ruilverkaveling. Het historische beeld van het Lieshoutse buitengebied was er een met onverharde landwegen en houtwallen rond kleine percelen. Met kromme wegen en bochtige sloten en waterlopen. De ruilverkaveling heeft het landschap ingrijpend veranderd. De nieuwe wegen zijn recht en verhard, de nieuwe sloten en waterlopen zijn recht. De percelen van de boerderijen zijn groter en meer aaneengesloten. Ten noorden van het dorp Lieshout werd een grote, verharde ruilverkavelingsweg aangelegd, de Provinciale Weg, die het verkeer op het traject Aarle-Rixtel - Sint-Oedenrode om het dorp Lieshout heen moest leiden.

De vlag van de gemeente Lieshout uit 1972

Op 24 april 1970 dienden B&W van Lieshout een verzoek in bij de Hoge Raad van Adel en bij de Stichting voor Banistiek en Heraldiek. Zij vroegen daarin advies over een te voeren gemeentevlag. De Hoge Raad van Adel antwoordde: Het beeld van St. Servatius, zoals die in het wapen van Uw gemeente voorkomt, is niet geschikt is om in een vlag te worden opgenomen. Beter kan daarom uitgegaan worden van de attributen van St. Servatius: een sleutel en een draak. De Stichting voor Banistiek en Heraldiek sprak haar voorkeur uit voor een ontwerp met drakenkop en sleutel. De gemeenteraad volgde deze suggestie en nam op 29 augustus 1972 het besluit officieel een vlag in te stellen met als beschrijving:
Blauw, met een witte sleutel (de baard naar de bovenzijde en de broekzijde gewend) ter hoogte van 2/5 van de vlaghoogte, en een gele drakenkop, rood getand en getongd, ter hoogte van 4/5 van de vlaghoogte, de tong om de sleutel gekruld; sleutel en drakenkop naast elkaar geplaatst.
Per 1 januari 1997 hield de gemeente Lieshout op te bestaan. De dorpen Lieshout en Mariahout werden per die datum kernen in de nieuwe gemeente Laarbeek, waarin ook de tot dan toe zelfstandige gemeenten Aarle-Rixtel en Beek en Donk werden opgenomen.

## Kerkelijke geschiedenis
De kerk van Lieshout was vanouds aan Sint-Servaas gewijd. Oorspronkelijk had de heer van Lieshout het patronaatsrecht. Bij de schenking van het domein Lieshout aan de abdij van Floreffe ging het patronaatsrecht, inclusief het benoemingsrecht over naar de abdij. Dat recht werd in 1682 overgedragen aan de abdij van Postel, die het behield tot 1824. Daarna werden de pastoors vanuit het bisdom 's-Hertogenbosch benoemd.
Er zijn zeven achtereenvolgende kerken in Lieshout geweest, die echter niet steeds op dezelfde plaats hebben gestaan.
- De eerste kerk stond nabij het kasteel op 't Hof. Hieromtrent is weinig bekend. Het was waarschijnlijk een eenvoudig houten gebouwtje.[63]

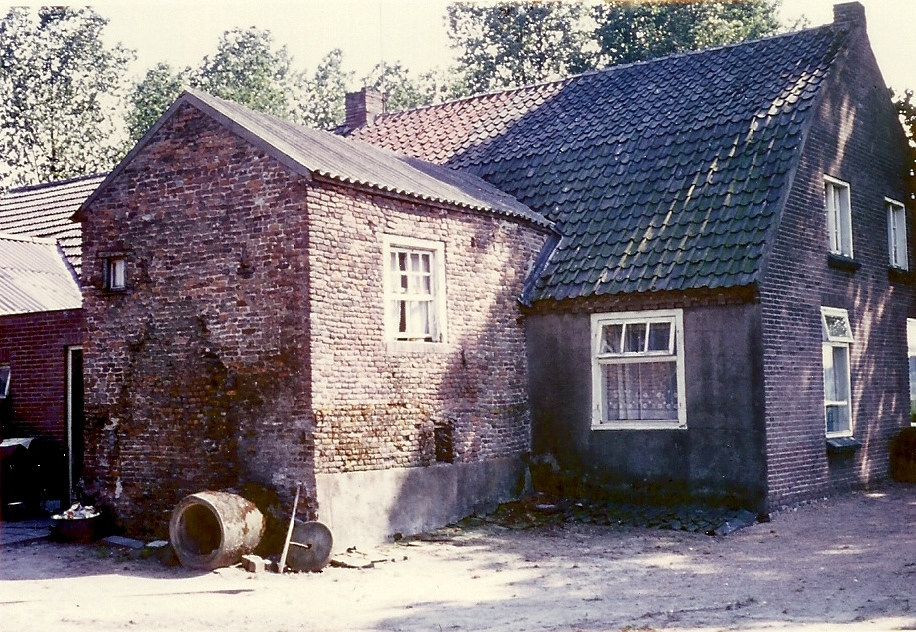
De noordelijke dwarsbeuk van de tweede kerk, nu als deel van een boerderij. Volgens een andere lezing betreft het echter de aanbouw van het Huis van het Hof van Lieshout.

- Over de tweede kerk, die gebouwd werd omdat het bestaande gebouwtje ongeschikt was om als kerk te dienen voor het convent dat de norbertijnen gesticht hadden, bestaan twee lezingen.

De eerste is dat de tweede kerk gebouwd werd aan het eind van de 12e eeuw. Het was een stenen gebouw met een grondvorm gelijk aan die van de abdijkerk van Floreffe. Het was dus eveneens een kruiskerk, zij het dan op zeer verkleinde schaal en in zeer vereenvoudigde vorm. De noordelijke dwarsbeuk van het transept met een daaronder gelegen crypte en een gedeelte van de fundering van het schip zijn tot op de dag van vandaag bewaard gebleven, thans als deel van de boerderij aan 't Hof 2 te Lieshout.
De tweede lezing is dat deze stenen kerk gebouwd is aan het eind van de 13e eeuw. In deze zienswijze is de uitbouw van de boerderij aan 't Hof 2 geen restant van een kerk, maar betreft het de aanbouw van het Huis van het Hof, dat in de 14e eeuw werd gebouwd als ambtswoning voor de rentmeester. Deze aanbouw bestond uit een kelder met een dubbel romaans kruisgewelf en een opkamer.

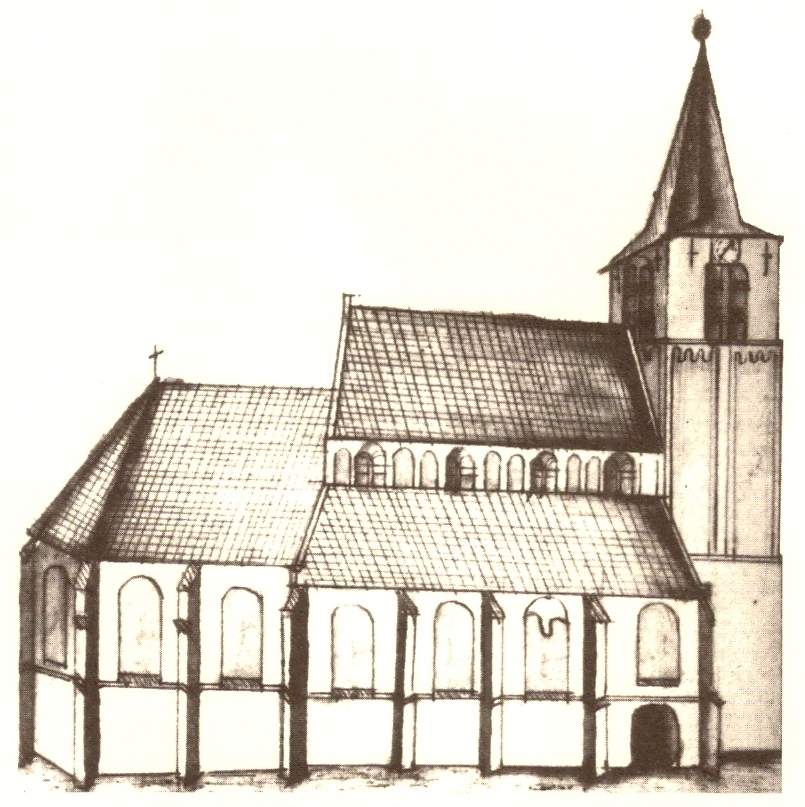
De derde kerk in 't Hof, tekening van Hendrik Verhees

- De derde kerk werd eind 14e/begin 15e eeuw gebouwd vlak bij de plaats waar de tweede kerk gestaan had. De bouw was nodig, omdat als gevolg van een verdubbeling van het inwoneraantal de oude kerk te klein was geworden. Er zijn tekeningen bewaard gebleven van deze kerk, die in 1648 werd geconfisqueerd door de Staten-Generaal. De kerk werd toegewezen aan de Gereformeerde Kerk, die in Lieshout echter slechts enkele volgelingen had.[noot 8] De kerk werd daarom nauwelijks gebruikt en niet onderhouden. Als gevolg daarvan verviel de kerk en stortte in tijdens een orkaan in het jaar 1800. De fundering van deze kerk is nog gedeeltelijk aanwezig. De toren, die de orkaan wel doorstond, is in 1836 afgebroken. De stenen ervan zijn gebruikt bij de bouw van de zesde kerk.[65]
- De vierde kerk was een schuurkerk. Vanaf ongeveer 1665 tot 1771 werd de stal van hoeve ter Eijcken als kerk gebruikt.[66] Deze hoeve was eerst eigendom van de Norbertijnen, maar werd in 1714 verkocht aan Adriaan Bout.
- De vijfde kerk was eveneens een schuurkerk. Vanaf 1771 werd een schuur aan de Renstraat als kerk gebruikt (tegenwoordig: Burgemeester van den Heuvelstraat). Deze bleef in gebruik tot 1839. Het gebouwtje verkeerde in niet al te beste staat.[67]

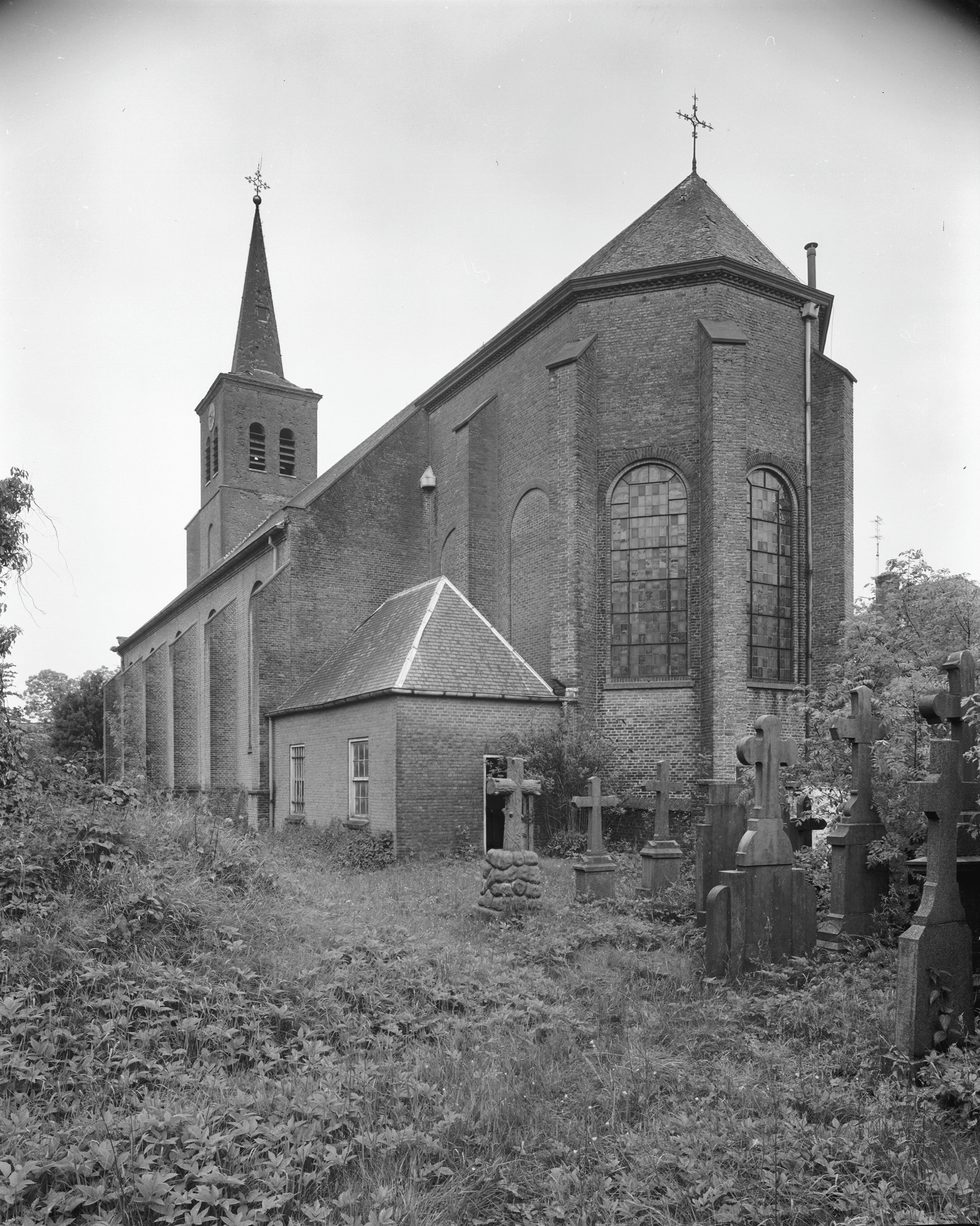
De zesde kerk met enkele graven

- De zesde kerk was een stenen kerk aan de Renstraat, die in 1839 werd ingezegend. Het was een Waterstaatskerk, waaraan de overheid f 5000 subsidie verleende. De totale kosten bedroegen f 18 695. De gemeente Lieshout schonk f 4800 en daarnaast werden verscheidene donaties ontvangen. Een opmerkelijke gift kwam van een weduwe. Zij schonk f 5000 met als last altijddurend jaarlijks een jaargetijde voor haar overleden echtgenoot, haarzelf en hun twee kinderen. Om het nog ontbrekende bedrag van f 1500 te dekken verstrekte de gemeente met goedkeuring van Gedeputeerde Staten een lening tegen een jaarrente 2,5 procent.

De nieuwe kerk werd gebouwd ongeveer op de plaats waar de laatste schuurkerk had gestaan. Bij de bouw werden materialen van de afgebroken toren van de derde kerk gebruikt. Ook de drie klokken uit de oude toren kwamen in deze kerk te hangen. Een klok van 550 kilogram uit 1588, een klok van 450 kilogram uit 1802 en een angelusklokje van 50 kilogram uit 1543. De twee grote klokken werden in de Tweede Wereldoorlog in beslag genomen door de bezetter.
Het orgel van de kerk werd gebouwd in 1862 door de gebroeders Franssen uit Horst. Toen de volgende kerk gebouwd ging worden, bleek het orgel daarvoor te groot. Het werd in 1964 verkocht aan de parochie te Meijel. In 1967 werd deze kerk gesloopt, waarbij ook explosieven werden ingezet.

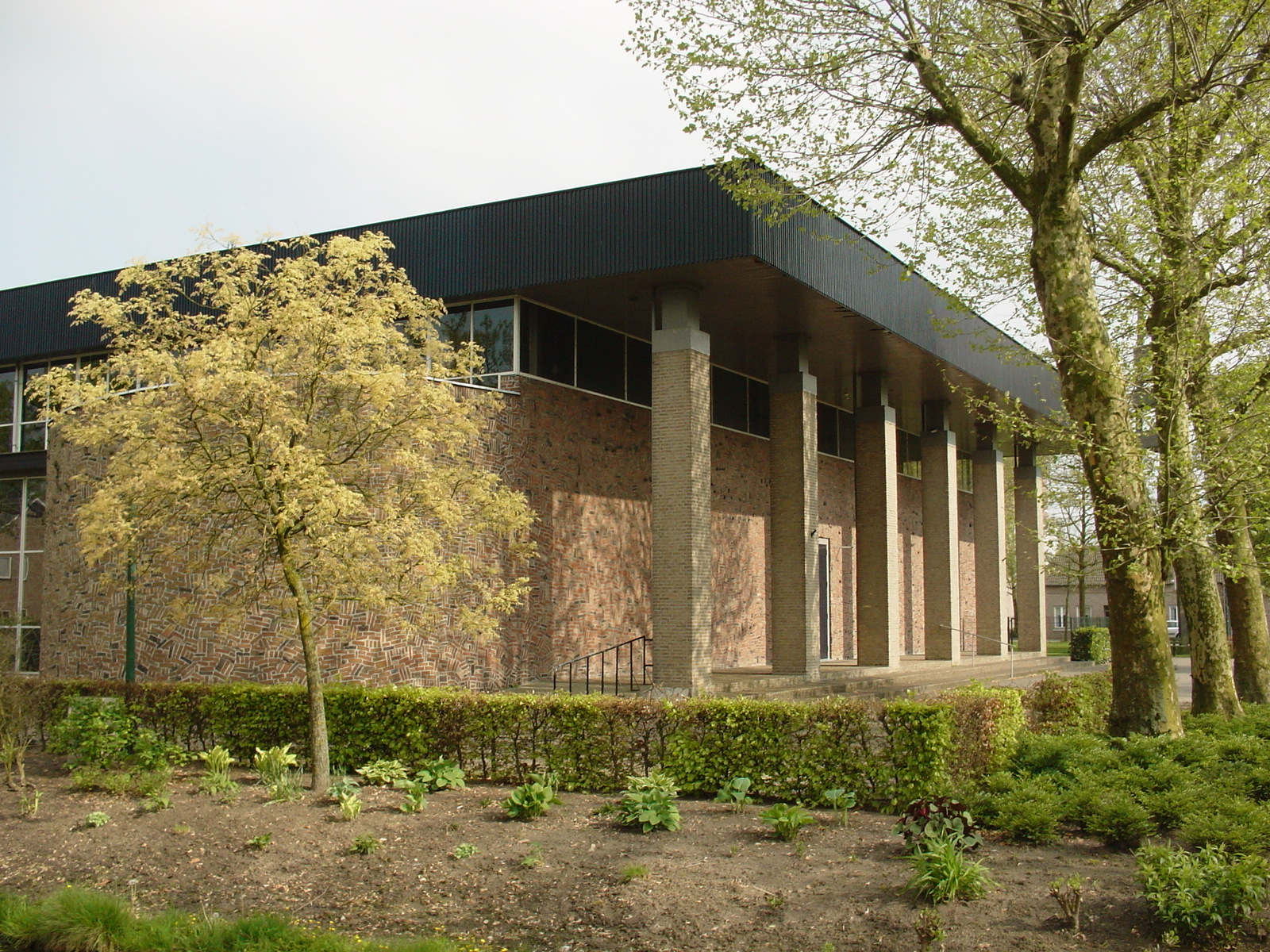
De huidige kerk

- De zevende kerk is de huidige kerk, die werd gebouwd op de plaats waar Huize Ribbius stond. Dat eeuwenoude huis is daartoe gesloopt. De nieuwe kerk werd ingewijd en in gebruik genomen in 1962. Architect was J. A. de Reus uit Oss, het werk werd voor f 353 380 gegund aan de laagste inschrijver, W.A. van der Pas uit Oss. Edelsmid en beeldhouwer H. van den Thillard ontwierp kruis, kandelaars en tabernakel. De totale kosten van de kerk inclusief inrichting bedroegen f 502 000. Daarvoor werden leningen afgesloten met een jaarlijkse rentelast voor de parochie van f 31 000.

Ter gelegenheid van zijn zilveren priesterjubileum kreeg pastoor Floris van der Putt van de Lieshoutse gemeenschap een orgel. De inzameling die daartoe werd gehouden bracht ongeveer f 50 000 op. In 1967 werd het orgel feestelijk in gebruik genomen, waarbij het werd ingespeeld door Louis Toebosch en Maurice Pirenne. Onder advies van deze laatste was het orgel gebouwd door Bernard Pels en Zoon NV te Alkmaar. De sierpanelen werden in opaline uitgevoerd door Arnoud Paashuis te Vught.

## Economische geschiedenis
Lieshout was van oudsher een overwegend agrarisch dorp. Tot aan de 19e eeuw was het dorp bijna geheel zelfvoorzienend: vrijwel alles wat men nodig had kwam uit de onmiddellijke omgeving. Alle boerderijen hadden een zogenaamd gemengd bedrijf met zowel landbouw als veeteelt. Op de schrale zandgrond was dierlijke mest onontbeerlijk. Teneinde zoveel mogelijk mest te verkrijgen stonden de koeien elke nacht en een groot deel van de dag in de potstal, ook in het weideseizoen. Gemiddeld kon men met de mest van een koe vier loopensen akkerland bemesten, ongeveer twee derde hectare.
Naast het hof en de horigenhoeven ontstonden gaandeweg ook kleine zelfstandige boerenbedrijven, veelal gesticht door de jongere zonen van de hoevenaars, met toestemming van de heer van Lieshout. In de 11e en 12e eeuw kwamen ambachtslieden op zoals bakkers, wevers, kleermakers, schoenmakers, smeden en brouwers. Dezen hadden vrijwel steeds ook een klein boerenbedrijfje. Het verschil in grootte tussen de hoeven die toebehoorden aan de abdij van Floreffe en andere boerenbedrijven blijkt duidelijk uit het aantal koeien per bedrijf in het jaar 1736. De tien voormalige abdijhoeven herbergden in totaal 130 koeien; de kleinste had er acht, de grootste negentien. De andere 120 bedrijven telden samen 276 koeien. Ze hadden allemaal minder dan acht koeien, gemiddeld iets meer dan twee.
Er werd weinig ingevoerd en er was enige uitvoer van boter. Wel werd veel hout uitgevoerd; houtproductie was een belangrijke bron van inkomsten voor de Norbertijnen. In de pachtovereenkomsten van de abdij werd vastgelegd, hoeveel jonge eiken er per hoeve geplant moesten worden. Het ging steeds over tientallen bomen per jaar. Voor het opkweken van de jonge bomen moest de pachter zelf zorgen. De bossen die zo per hoeve ontstonden bleven eigendom van de abdij. De hoevenaars kregen slechts bij uitzondering toestemming eikenhout te gebruiken.

### Ontsluiting
Al het verkeer naar en van het dorp ging aanvankelijk over zandpaden. Gedurende de 19e eeuw werd Lieshout steeds beter ontsloten. In 1826 werd de Zuid-Willemsvaart geopend. Het kanaal bood de gelegenheid om via een bevrachtingskantoor in Beek en Donk goederen goedkoop aan en af te voeren. In 1855 werd de weg die vanuit Sint-Oedenrode over Lieshout naar Helmond liep verhard met een grindlaag tot een grindweg.
Deze weg sloot in St.-Oedenrode aan op de bestaande verharde verbindingsweg naar 's-Hertogenbosch en gaf in Helmond een tweede toegang tot de Zuid-Willemsvaart. In 1878 werd de weg naar Beek verhard met klinkers en werd de weg naar Donk met grind bestraat. Lieshout kreeg zelf een loswal in 1921, toen het Wilhelminakanaal bevaarbaar was vanaf de Zuid-Willemsvaart tot net voorbij Lieshout.
Het duurde tot 1923 voor Lieshout werd aangesloten op het openbaar vervoer. In dat jaar werd op marktdagen een autobusdienst naar Eindhoven ingesteld. Op 5 juni 1924 werd een dagelijkse busdienst naar Eindhoven gerealiseerd. De eerste benzinepomp in Lieshout werd geopend in 1925; de pomp had een tank van 600 liter.
Wat informatieverkeer betreft, ter uitvoering van de Postwet van 1850 werd te Lieshout in 1852 een postbestelhuis ingericht. De briefgaarder was naast zijn werk als postbesteller tevens belast met het dagelijks afhalen en brengen van de correspondentie te Aarle-Rixtel. In die plaats was een hulppostkantoor gevestigd, dat ressorteerde onder het Postkantoor Helmond. In 1876 dienden de burgemeester, de dorpsarts en een tiental ondernemers een verzoek in om het Lieshoutse bestelhuis uit te breiden. De Minister van Financiën besliste daarop in Lieshout een hulppostkantoor derde klasse in te richten. Na een verzoek daartoe, dat door ruim 100 inwoners werd ondertekend, gaf de Directeur Generaal der Posterijen en Telegraphie in 1906 toestemming tot het plaatsen van een brievenbus in het centrum van het dorp. Het hulpkantoor werd met toestemming van de Minister van Waterstaat op 23 oktober 1912 uitgebreid met een hulptelegraaf- en hulptelefoonkantoor. Belanghebbenden konden op het hulptelefoonkantoor zelf interlokale gesprekken voeren. Indien gewenst konden ze in hun bedrijf of woning worden aangesloten op de handbediende telefooncentrale.

### Bedrijven
De verbeterde bereikbaarheid bood groeimogelijkheden voor plaatselijke bedrijven. Zo gingen de boeren steeds meer vee en eieren verschepen naar het westen des lands en er ontstond ook enige nijverheid die van bovenlokaal belang was. Aan het begin van de 20e eeuw kende Lieshout een houtbewerkingsfabriek, een landbouwsmederij, een landbouwmechanisatiebedrijf, een wasblekerij, een kousenfabriek, twee windmolens, diverse klompenmakerijen, bakkerijen, smederijen, timmerwerkplaatsen, een brouwerij en enkele schoenmakers. In het jaar 1904 boden ambachts- en nijverheidsbedrijven in Lieshout werk aan 132 personen. Het dorp telde toen 1323 inwoners, 688 mannen en 635 vrouwen.
De oudste en karakteristiekste bedrijven van Lieshout zijn:

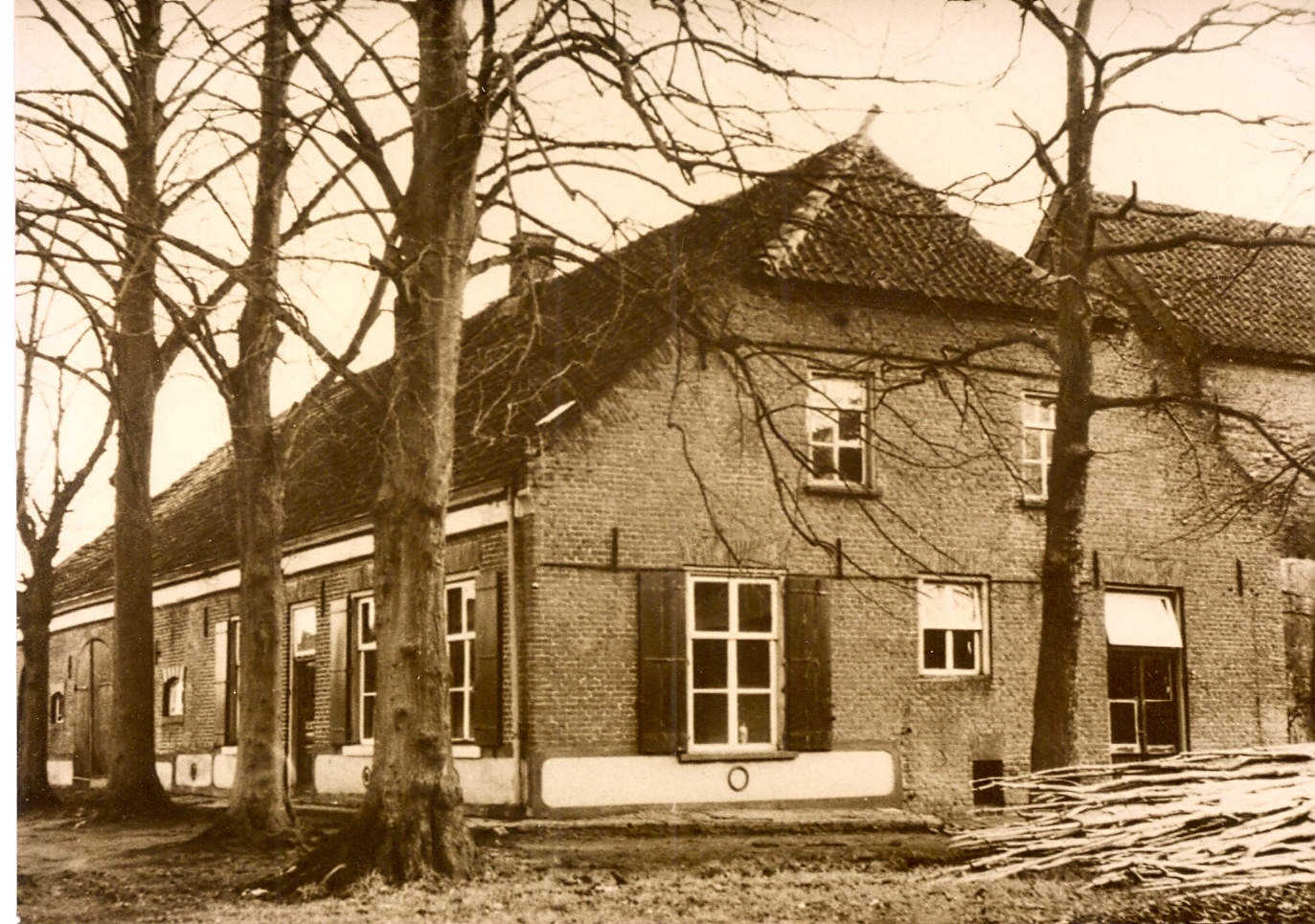
De boerderij aan de Kerkdijk, de oorsprong van Royal Swinkels, met rechts de mouterij

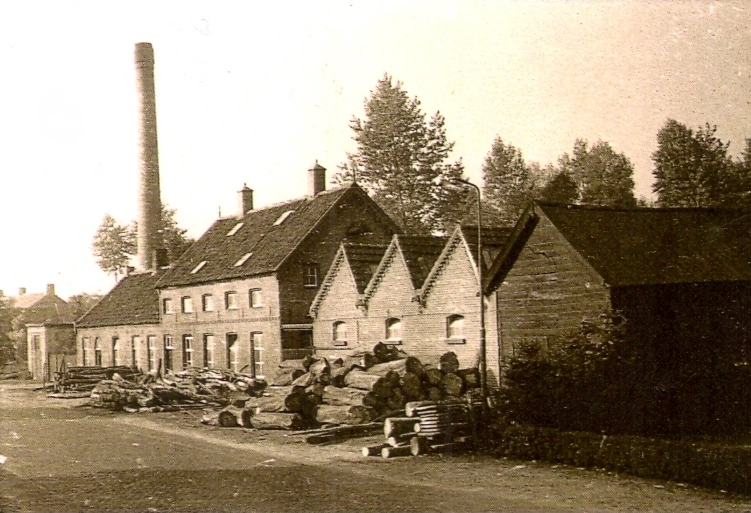
De houtbewerkingsfabriek Merkelbach uit 1870

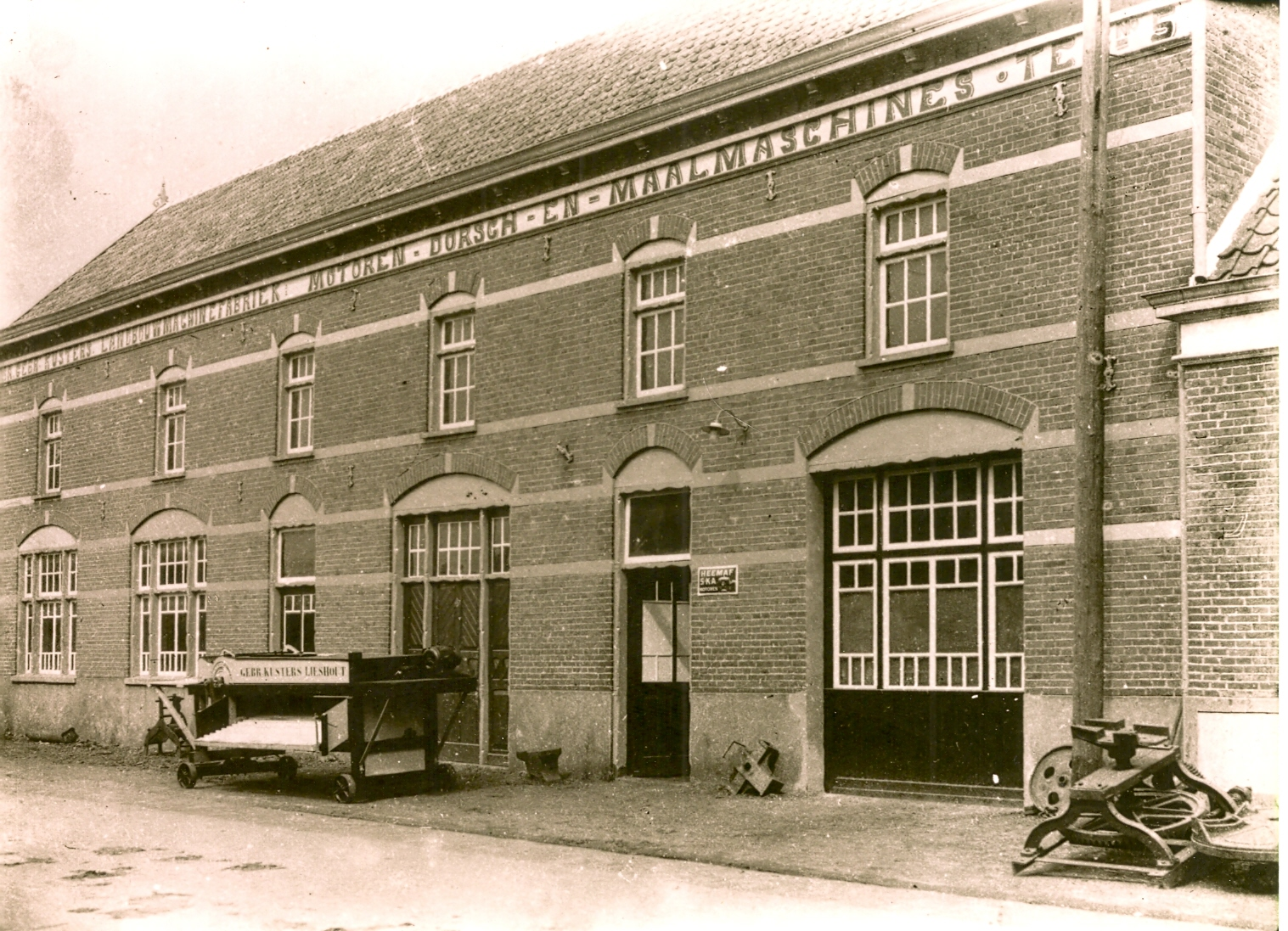
Het pand van de firma Gebroeders Kusters aan de Dorpsstraat

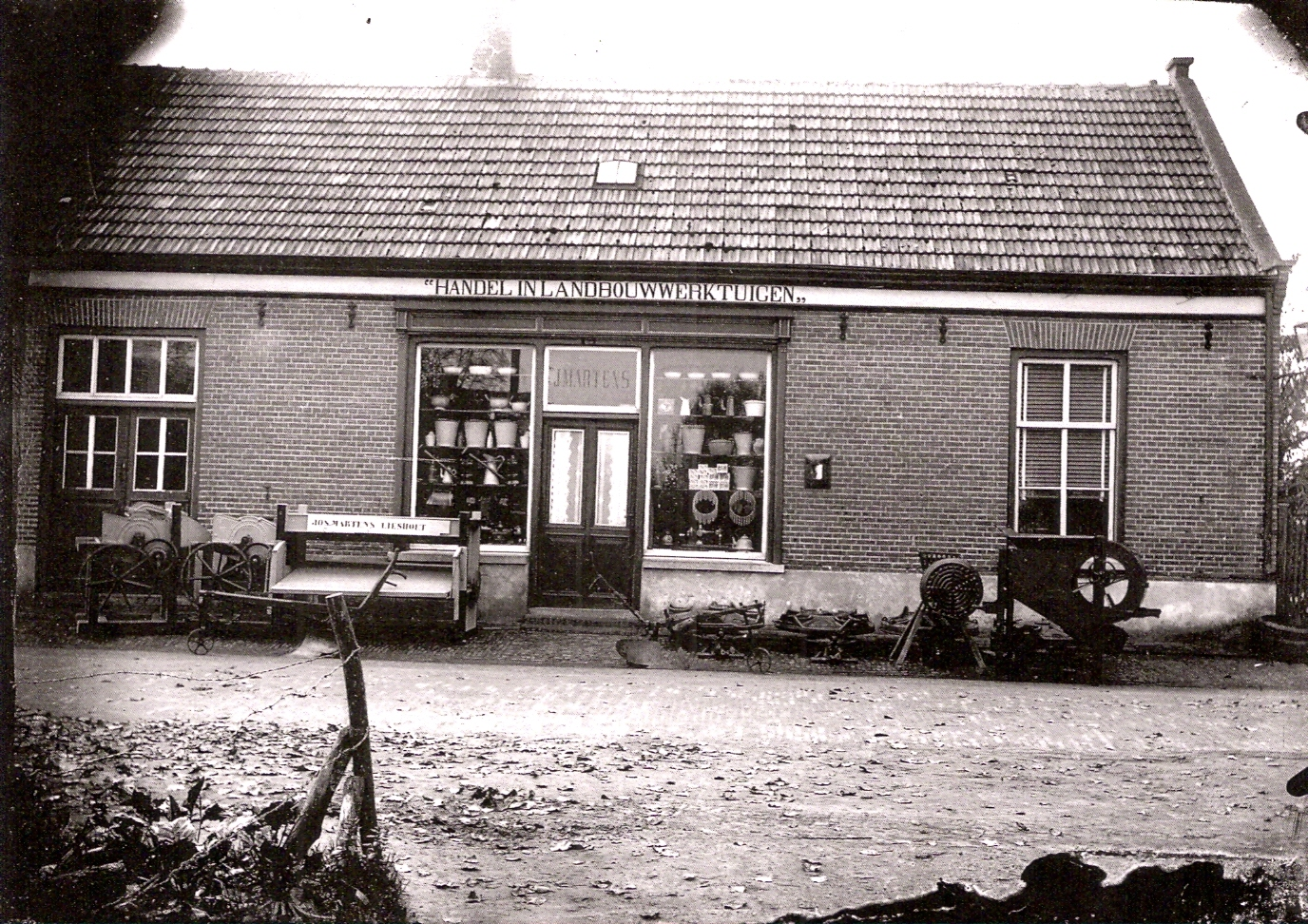
Het pand van Jos Martens, gebouwd in 1902 aan de Dorpsstraat

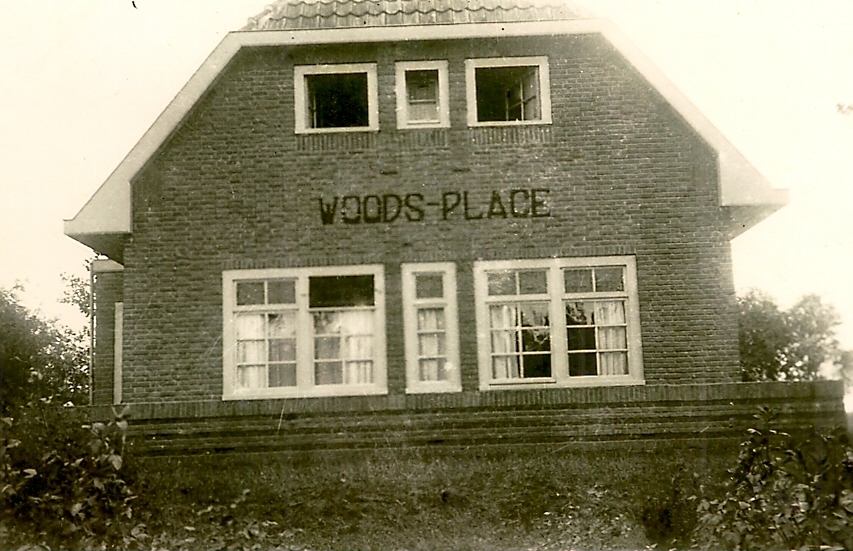
Woods-Place, van waaruit de firma Staadegaard begon

- De brouwerij van de familie Swinkels. De oudste documenten omtrent deze brouwerij dateren uit 1680; eigenaar was toen Dirk Vereijken.[76] Door vererving via de vrouwelijke lijn ging de brouwerij over naar achtereenvolgens Hendrik van Moorsel, Laurens Moorees en Ambrosius Swinkels. Na het overlijden van deze laatste in 1805 bleef de brouwerij eigendom van de familie Swinkels. In 1904 had de brouwerij drie man personeel, het was een van de kleinere ondernemingen in Lieshout. Bij de komst van een hulptelefoonkantoor te Lieshout in 1912 kreeg de firma telefoonnummer 2. Tot 1924 stond het brouwhuis aan een boerderij aan de Kerkdijk. In dat jaar werd een nieuwe brouwerij gebouwd die onder de naam Royal Swinkels is uitgegroeid tot een belangrijke industrie.
- De houtbewerkingsfabriek Merkelbach. Het bedrijf is in 1864 opgericht door Franciscus Merkelbach, geboren in 1842 te Lieshout. Oorspronkelijk was hij smid van beroep, maar naast het gebruikelijke smidswerk ging hij zich op machinale houtbewerking toeleggen. In de beginperiode waren klossen en spoelen voor textielfabrieken in Helmond en Tilburg en weefspoelen voor handweefgetouwen belangrijke producten. Als toeleverancier groeide het bedrijf mee met de textielindustrie. In 1885 werd het een stoomhoutdraaierij. In 1904 had de houtbewerkingsfabriek van F. Merkelbach & Co. 32 werknemers in dienst en was daarmee op dat moment de grootste onderneming in Lieshout. Bij de komst van een hulptelefoonkantoor te Lieshout in 1912 kreeg de firma telefoonnummer 1. Het bedrijf legde zich toe op massaproductie van houtdraaiwerk, waaruit vervolgens weer de vervaardiging van houten meubelen voortkwam, waaronder de Brabantse knopstoelen. Ook jojo's, kegelballen en beugelballen behoorden tot het assortiment. In 2008 verhuisde Merkelbach van de Dorpsstraat naar industrieterrein De Stater. Het voormalige hoofdgebouw aan de Dorpsstraat, een rijksmonument dat dateert uit 1870, werd met behoud van het uitwendige karakter omgebouwd en herbergt een aantal woningen.
- De landbouwwerktuigenfabriek Gebroeders Kusters, opgericht in 1890 door Petrus Kusters, geboren in 1855 te Lieshout. De fabriek was gevestigd aan de Dorpsstraat. In 1904 had de firma vijftien werknemers in dienst; het was daarmee de op een na grootste onderneming in Lieshout. Bij de komst van een hulptelefoonkantoor te Lieshout in 1912 kreeg de firma telefoonnummer 5. In 1950 is de firma Kusters wegens gebrek aan opvolging opgeheven. Het pand waarin de firma Kusters aan de Dorpsstraat begon is gesloopt en herbouwd, uitwendig in de oude vorm. Het pand biedt ruimte aan enkele winkels, met daarboven appartementen.
- De landbouwwerktuigenfabriek Jos Martens, opgericht in 1890 door Jan Jozef Antonius Cornelis Martens, geboren in 1866 te Bree. Jos Martens – in zijn geboortestreek was het gebruikelijk de tweede doopnaam als roepnaam te gebruiken – kwam uit een familie van koperslagers. Hij verwierf het Nederlanderschap in 1892. In 1904 had de firma Jos Martens twee man personeel; het was een van de kleinere ondernemingen in Lieshout, gelegen aan de Dorpsstraat. Later groeide de firma tot 23 productiemedewerkers in 1920. Het bedrijf produceerde eggen, maalmolens, kruiwagens, cultivators en dorsmachines. Daarnaast verkocht Jos Martens ingekochte dorsmachines, hakselmachines, maaimachines, breekmachines en harkmachines. Na de Tweede Wereldoorlog stopte het bedrijf met de eigen productie. In 1974 verhuisde de firma van de Dorpsstraat naar Ginderdoor in Mariahout, waar de boerderij annex herberg De Rijzende Man met enkele hectaren grond was aangekocht. De boerderij werd gesloopt om plaats te maken voor een showroom en een werkplaats.
- De dealer in landbouwmachines Staadegaard, opgericht in 1933 door Simon Staadegaard, geboren in 1897 te Den Helder, uit een familie van akkerbouwers. De vader van Simon Staadegaard had met zijn gezin van 1913 tot 1920 in de Verenigde Staten gewoond. Simon Staadegaard vestigde zich eind jaren twintig in Mariahout, waar hij zich samen met zijn broer Dirk toelegde op landontginning. De gebroeders bouwden in 1931 een boerderij die zij Woods-Place noemden, naar de boerderij waarin ze in de Verenigde Staten gewoond hadden. Simon Staadegaard begon na enkele jaren naast zijn agrarisch werk tractoronderdelen te verkopen. Omdat die onderdelen schaars waren, gebruikte hij onderdelen uit slooptractoren die hij opkocht. Aanvankelijk had hij voornamelijk succes in Zeeland en Friesland, waar landbouwmechanisatie al vroeg ingang had gevonden. Door de kennis die hij in de Verenigde Staten had opgedaan, kon Simon Staadegaard ook in andere streken de landbouwers vooruit helpen met reparaties en advies aangaande Amerikaanse tractoren en andere landbouwmachines. In 1950 kocht Simon Staadegaard het pand aan de Dorpsstraat in Lieshout, waar voorheen de Gebroeders Kusters gevestigd waren. In 1965 werd de boerderij de Witte Put met enkele hectaren grond aan de Beekseweg gekocht. De boerderij werd gesloopt, om plaats te maken voor een showroom. Later werd op die plaats een nieuw bedrijfspand gerealiseerd, waarheen het bedrijf in 1982 verhuisde. In 2020 beëindigde het familiebedrijf zijn activiteiten en verkocht Staadegaard B.V.